# Andy Warhol
Andy Warhol (nascido Andrew Warhola Jr.; Pittsburgh, 6 de agosto de 1928 – Nova York, 22 de fevereiro de 1987) foi um artista visual, diretor de cinema, produtor e figura de destaque do movimento Pop Art. Suas obras exploram a relação entre expressão artística, publicidade e cultura de celebridades que floresceu na década de 1960 e abrangem uma variedade de mídias, incluindo pintura, serigrafia, fotografia, filme e escultura. Algumas de suas obras mais conhecidas incluem as serigrafias Campbell's Soup Cans (1962) e Marilyn Diptych (1962), os filmes experimentais Empire (1964) e Chelsea Girls (1966) e os eventos multimídia conhecidos como Exploding Plastic Inevitable (1966–67).
Nascido e criado em Pittsburgh, Warhol inicialmente seguiu uma carreira de sucesso como ilustrador comercial. Depois de expor seu trabalho em diversas galerias no final da década de 1950, começou a receber reconhecimento como um artista influente e polêmico. Seu estúdio nova-iorquino, The Factory, tornou-se um conhecido ponto de encontro que reunia intelectuais ilustres, drag queens, dramaturgos, moradores de rua da boêmia, celebridades de Hollywood e patronos ricos. Ele promoveu uma coleção de personalidades conhecidas como superestrelas de Warhol, e é creditado por inspirar a expressão amplamente utilizada "15 minutos de fama".
No final dos anos 1960, ele gerenciou e produziu a banda de rock experimental The Velvet Underground e fundou a revista Interview. Ele é autor de vários livros, incluindo The Philosophy of Andy Warhol e Popism: The Warhol Sixties. Ele viveu abertamente como gay antes do movimento de libertação gay. Em junho de 1968, ele quase foi morto pela feminista radical Valerie Solanas, que atirou nele dentro de seu estúdio. Após uma cirurgia na vesícula biliar, Warhol morreu de arritmia cardíaca em fevereiro de 1987, aos 58 anos, na cidade de Nova York.
Warhol foi tema de inúmeras exposições retrospectivas, livros, longas-metragens e documentários. O Museu Andy Warhol, em sua cidade natal, Pittsburgh, que possui uma extensa coleção permanente de arte e arquivos, é o maior museu dos Estados Unidos dedicado a um único artista. Warhol foi descrito como o "guia do mercado de arte". Muitas de suas criações são muito colecionáveis e altamente valiosas. Suas obras incluem algumas das pinturas mais caras já vendidas. Em 2013, uma serigrafia de 1963 intitulada Silver Car Crash (Double Disaster) foi vendida por US$ 105 milhões. Em 2022, Shot Sage Blue Marilyn (1964) foi vendido por US$ 195 milhões, sendo a obra de arte mais cara vendida em leilão por um artista americano.

## Biografia

### Juventude (1928-1949)

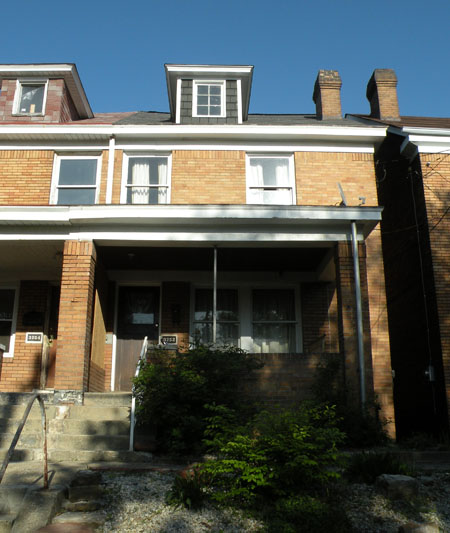
A casa da infância de Warhol. 3252 Dawson Street, bairro de South Oakland em Pittsburgh, Pensilvânia.

Warhol nasceu em 6 de agosto de 1928, em Pittsburgh, Pensilvânia. Ele foi o quarto filho de Ondrej Warhola (americanizado como Andrew Warhola Sr.; 1889–1942) e Julia (nascida Zavacká, 1891–1972), cujo primeiro filho nasceu em Mikó, o vilarejo de origem da família, situado na chamada Rutênia (designação de várias áreas colonizadas pelos eslavos orientais, principalmente nas atuais Ucrânia e Bielorrússia), que era então parte da Áustria-Hungria. A criança morreu antes da mudança do casal para os EUA.

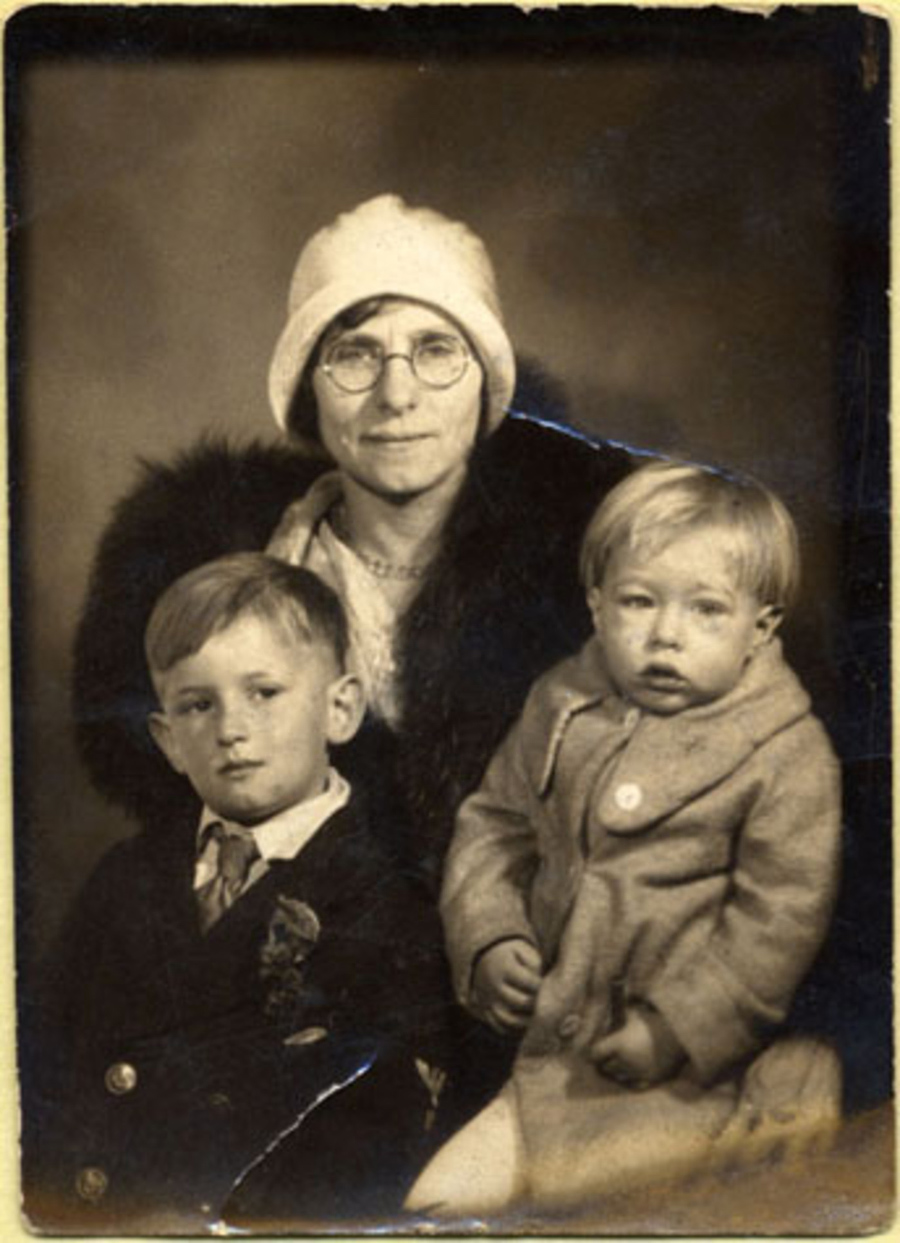
Andy Warhol (à direita) com sua mãe, Julia, e seu irmão, John (à esquerda); datado c. 1930.

Portanto, seus pais eram emigrantes rutenos ou lemko da classe trabalhadora de Mikó, Áustria-Hungria (hoje chamada Miková e parte da atual Eslováquia). O pai de Warhol emigrou para os Estados Unidos em 1914, e sua mãe juntou-se a ele em 1921, após a morte dos avós de Warhol. O pai de Warhol trabalhava em uma mina de carvão. A família morou em 55 Beelen Street e, mais tarde, em 3252 Dawson Street, no bairro de Oakland, em Pittsburgh. A família era católica rutena e frequentava a Igreja Católica Bizantina de São João Crisóstomo. Warhol tinha dois irmãos mais velhos — Pavol (Paul), o mais velho, nasceu antes de a família emigrar; John nasceu em Pitsburgo. O filho de Pavol, James Warhola, tornou-se um ilustrador de livros infantis de sucesso.
Na terceira série, Warhol teve coreia de Sydenham (também conhecida como Dança de São Vito), doença do sistema nervoso que causa movimentos involuntários das extremidades, que se acredita ser uma complicação da escarlatina, que causa manchas na pigmentação da pele. Nos momentos em que estava confinado à cama, desenhava, ouvia rádio e colecionava fotos de estrelas de cinema em volta da cama. Warhol descreveu mais tarde este período como muito importante no desenvolvimento de sua personalidade, conjunto de habilidades e preferências. Quando Warhol tinha 13 anos, seu pai morreu em um acidente.
Quando adolescente, Warhol se formou na Schenley High School em 1945, e também ganhou o Scholastic Art and Writing Award. Depois de terminar o ensino médio, suas intenções eram estudar educação artística na Universidade de Pittsburgh na esperança de se tornar professor de arte, mas seus planos mudaram e ele se matriculou no Carnegie Institute of Technology, hoje Carnegie Mellon University em Pittsburgh, onde ele estudou arte comercial. Durante seu tempo lá, Warhol ingressou no Modern Dance Club e na Beaux Arts Society do campus. Ele também atuou como diretor de arte da revista estudantil de arte Cano, ilustrando uma capa em 1948 e uma ilustração de página inteira do interior em 1949. Acredita-se que estas sejam suas duas primeiras obras publicadas. Warhol obteve o título de Bacharel em Belas Artes em design pictórico em 1949. Mais tarde naquele ano, mudou-se para Nova York e iniciou carreira em ilustração de revistas e publicidade.

### Década de 1950
O início da carreira de Warhol foi dedicado à arte comercial e publicitária, onde sua primeira encomenda foi desenhar sapatos para a revista Glamour no final dos anos 1940. Na década de 1950, Warhol trabalhou como designer para o fabricante de calçados Israel Miller. Enquanto trabalhava na indústria de calçados, Warhol desenvolveu sua técnica de "linha borrada", aplicando tinta ao papel e depois borrando a tinta ainda úmida, o que era semelhante a um processo de impressão na escala mais rudimentar. O uso de papel vegetal e tinta permitiu-lhe repetir a imagem básica e também criar infinitas variações sobre o tema. O fotógrafo americano John Coplans lembrou que "ninguém desenhava sapatos como Andy. Ele de alguma forma deu a cada sapato um temperamento próprio, uma espécie de sofisticação astuta, tipo Toulouse-Lautrec, mas a forma e o estilo transpareceram com precisão e a fivela estava sempre no lugar certo. As crianças no apartamento [que Andy dividia em Nova York — nota de Coplans] notaram que os vampiros nos desenhos dos sapatos de Andy ficavam cada vez mais longos, mas [Israel] Miller não se importava. Miller os amava…"
Em 1952, Warhol fez sua primeira exposição individual na Hugo Gallery, em Nova York, e embora essa mostra não tenha sido bem recebida, em 1956, ele foi incluído em sua primeira exposição coletiva no Museu de Arte Moderna de Nova York. Os desenhos "caprichosos" de anúncios de sapatos a tinta de Warhol apareceram em algumas de suas primeiras exibições na Bodley Gallery em Nova York em 1957.
Warhol habitualmente utilizava o expediente de traçar fotografias projetadas com um epidiascópio. Usando gravuras de Edward Wallowitch, seu "primeiro namorado", as fotografias sofreriam uma transformação sutil durante o traçado muitas vezes superficial de contornos e a eclosão de sombras de Warhol. Warhol usou a fotografia de Wallowitch Jovem fumando um cigarro (c. 1956), para um design de 1958 para uma capa de livro que ele enviou a Simon & Schuster para o romance popular de Walter Ross, The Immortal, e mais tarde usou outros para sua série de pinturas.
Com a rápida expansão da indústria fonográfica, a RCA Records contratou Warhol, juntamente com outro artista freelancer, Sid Maurer, para desenhar capas de álbuns e materiais promocionais.

### Década de 1960

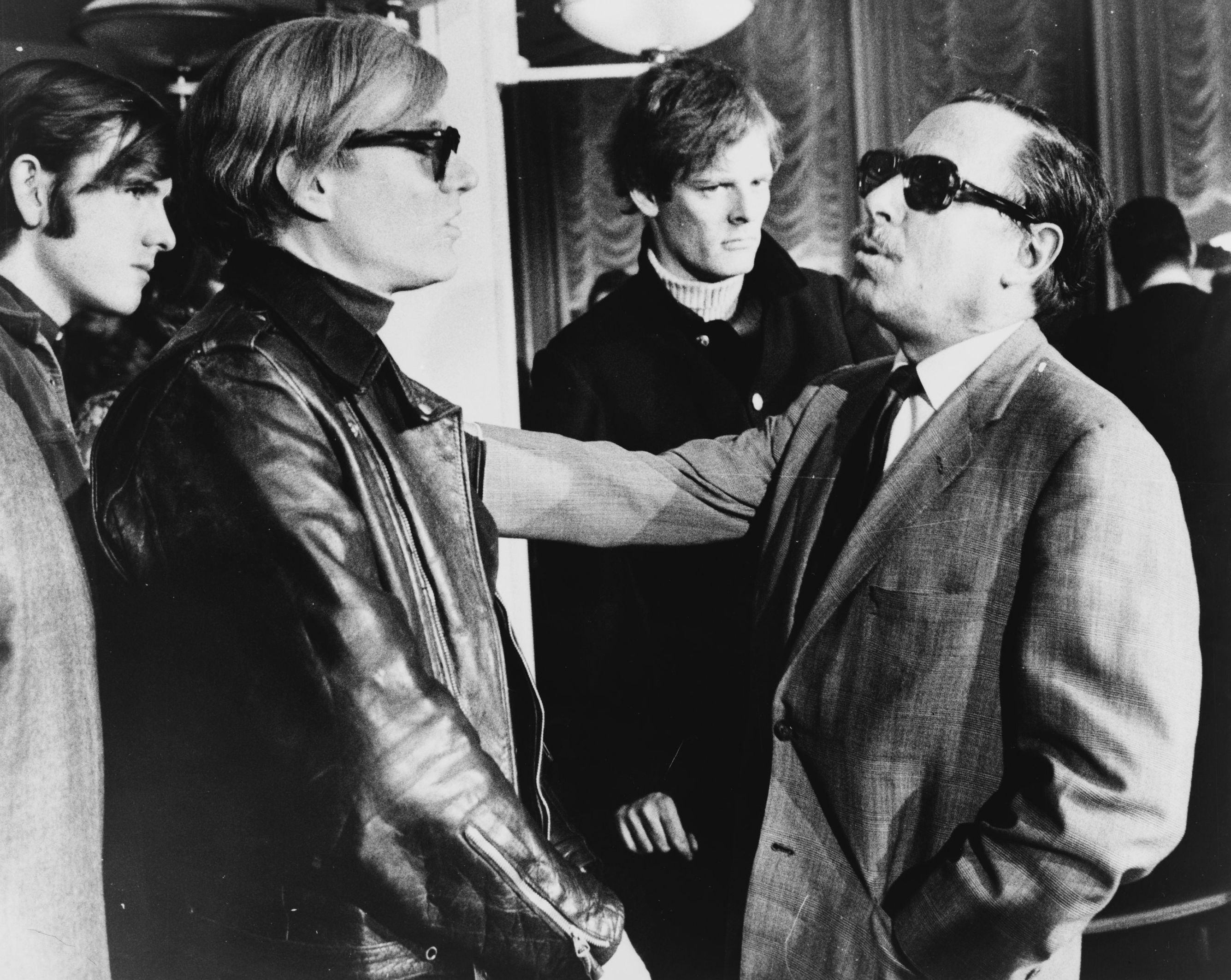
Warhol (esquerda) e Tennessee Williams (direita) conversando no SS France, 1967.

Warhol foi um dos primeiros a adotar o processo de serigrafia como técnica para fazer pinturas. Em 1961 e 1962, Warhol residiu em um apartamento/estúdio de arte na 1342 Lexington Avenue. Em 1962, Warhol aprendeu técnicas de serigrafia com Max Arthur Cohn em sua empresa de artes gráficas em Manhattan. Em seu livro Popism: The Warhol Sixties, Warhol escreve: "Quando você faz algo exatamente errado, você sempre descobre alguma coisa."
Em maio de 1962, Warhol foi destaque em um artigo na revista Time com sua pintura Big Campbell's Soup Can with Can Opener (Vegetable) (1962), que deu início ao seu motivo mais sustentado, a lata de sopa Campbell's. Essa pintura se tornou a primeira de Warhol a ser exibida em um museu quando foi exibida no Wadsworth Atheneum em Hartford em julho de 1962. Em 9 de julho de 1962, a exposição de Warhol foi inaugurada na Ferus Gallery em Los Angeles com Campbell's Soup Cans, marcando sua estreia na arte pop na Costa Oeste.
Em novembro de 1962, Warhol fez uma exposição na Stable Gallery de Eleanor Ward, em Nova York. A exposição incluiu as obras Gold Marilyn, oito da clássica série "Milyn" também chamada de "Flavour Marilyns ", Marilyn Diptych, 100 Soup Cans, 100 Coke Bottles, and 100 Dollar Bills. Gold Marilyn, foi comprada pelo arquiteto Philip Johnson e doada ao Museu de Arte Moderna. Na exposição, Warhol conheceu o poeta John Giorno, que estrelaria seu primeiro filme, Sleep (1964).
Em dezembro de 1962, o Museu de Arte Moderna de Nova York organizou um simpósio sobre arte pop, durante o qual artistas como Warhol foram atacados por "capitularem" ao consumismo. Os críticos ficaram chocados com a aceitação aberta da cultura de mercado por Warhol, o que deu o tom para sua recepção.
No início de 1963, Warhol alugou seu primeiro estúdio, um antigo quartel de bombeiros na 159 East 87th Street. Neste estúdio, criou a sua série Elvis, que incluía Eight Elvises (1963) e Triple Elvis (1963). Esses retratos, juntamente com uma série de retratos de Elizabeth Taylor, foram exibidos em sua segunda exposição na Ferus Gallery, em Los Angeles. Mais tarde naquele ano, Warhol mudou seu estúdio para East 47th Street, que se transformaria em The Factory. A Factory tornou-se um ponto de encontro popular para uma ampla variedade de artistas, escritores, músicos e celebridades underground.
Warhol teve sua segunda exposição na Stable Gallery na primavera de 1964, que apresentava esculturas de caixas comerciais empilhadas e espalhadas pelo espaço para lembrar um armazém. Para a exposição, Warhol encomendou caixas de madeira personalizadas e gráficos serigrafados. As esculturas — Brillo Box, Del Monte Peach Box, Heinz Tomato Ketchup Box, Kellogg's Cornflakes Box, Campbell's Tomato Juice Box e Mott's Apple Juice Box — foram vendidas por US$ 200 a US$ 400, dependendo do tamanho da caixa.

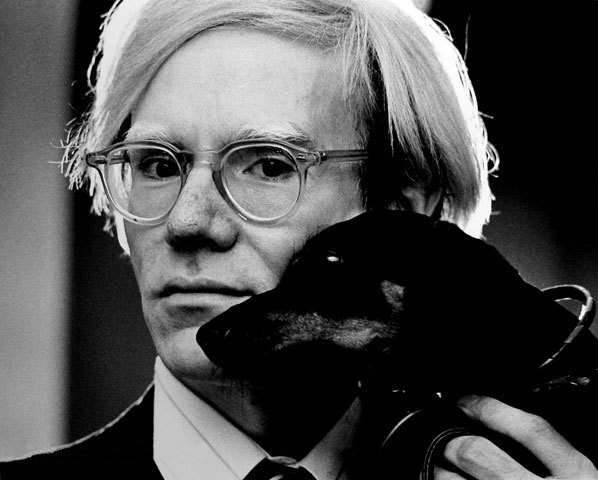
Warhol em 1973, fotografado por Jack Mitchell.

Um evento crucial foi a exposição The American Supermarket na galeria Upper East Side de Paul Bianchini no outono de 1964. A mostra foi apresentada como um típico ambiente de pequeno supermercado, exceto que tudo nela — desde produtos, enlatados, carne, cartazes nas paredes, etc. — foi criado por artistas pop proeminentes da época, entre eles o escultor Claes Oldenburg, Mary Inman e Bob Watts. Warhol projetou uma sacola de compras de papel de US$ 12 — branca e lisa com uma lata de sopa Campbell’s vermelha. Sua pintura de uma lata de sopa Campbell's custou US$ 1 500, enquanto cada lata autografada foi vendida por 3 por US$ 18, US$ 6,50 cada. A exposição foi um dos primeiros eventos de massa que confrontou diretamente o público em geral com a arte pop e com a eterna questão do que é arte.
Em 1967, Warhol fundou a Factory Additions para sua empresa de gravura e publicação.
Como ilustrador publicitário na década de 1950, Warhol recorreu a assistentes para aumentar sua produtividade. A colaboração continuaria a ser um aspecto definidor (e controverso) dos seus métodos de trabalho ao longo da sua carreira; isso foi particularmente verdadeiro na década de 1960. Um dos colaboradores mais importantes deste período foi Gerard Malanga. Malanga auxiliou o artista na produção de serigrafias, filmes, esculturas e outras obras em "The Factory", o estúdio de Warhol revestido de folha de alumínio e prata na 47th Street (mais tarde transferido para a Broadway). Outros membros do grupo Factory de Warhol incluíam Freddie Herko, Ondine, Ronald Tavel, Mary Woronov, Billy Name e Brigid Berlin (de quem ele aparentemente teve a ideia de gravar suas conversas telefônicas).
Durante a década de 1960, Warhol também preparou um séquito de excêntricos boêmios e da contracultura, aos quais concedeu a designação de “superestrelas”, incluindo Nico, Joe Dallesandro, Edie Sedgwick, Viva, Ultra Violet, Holly Woodlawn, Jackie Curtis e Candy Darling. Todas essas pessoas participaram dos filmes Factory, e algumas — como Berlin — permaneceram amigas de Warhol até sua morte. Figuras importantes do mundo da arte/cinema underground de Nova York, como o escritor John Giorno e o cineasta Jack Smith, também aparecem em filmes de Warhol (muitos estreando no New Andy Warhol Garrick Theatre e no 55th Street Playhouse) da década de 1960, revelando a conexões com uma ampla gama de cenas artísticas durante esse período. Menos conhecido foi seu apoio e colaboração com vários adolescentes durante esta época, que alcançariam destaque mais tarde na vida, incluindo o escritor David Dalton, o fotógrafo Stephen Shore e o artista Bibbe Hansen (mãe do músico pop Beck).

#### Tentativa de assassinato em 1968
Em 3 de junho de 1968, a escritora feminista radical Valerie Solanas atirou em Warhol e Mario Amaya, crítico de arte e curador, no estúdio de Warhol, The Factory. Antes das filmagens, Solanas era uma figura marginal na cena Factory. Ela foi autora do Manifesto SCUM, um tratado feminista separatista que defendia a eliminação dos homens; e apareceu no filme de Warhol de 1968, I, a Man. No início do dia do ataque, Solanas foi rejeitada por Factory após pedir a devolução de um roteiro que ela havia dado a Warhol. O roteiro aparentemente foi extraviado.
Amaya sofreu apenas ferimentos leves e recebeu alta do hospital no mesmo dia. Warhol ficou gravemente ferido no ataque e quase não sobreviveu. Ele teve efeitos físicos pelo resto da vida, inclusive sendo obrigado a usar um espartilho cirúrgico. O tiroteio teve um efeito profundo na vida e na arte de Warhol.
Solanas foi presa no dia seguinte ao ataque, após se entregar à polícia. A título de explicação, ela disse que Warhol “tinha muito controle sobre minha vida”. Ela foi posteriormente diagnosticada com esquizofrenia paranoica e eventualmente condenada a três anos sob o controle do Departamento de Correções. Após as filmagens, a cena da Fábrica aumentou fortemente sua segurança e, para muitos, a "Fábrica dos anos 60" terminou ("As estrelas dos velhos tempos da Fábrica não apareciam muito na nova Fábrica").

Warhol disse o seguinte sobre o ataque: 
Antes de levar um tiro, sempre pensei que estava mais meio ali do que totalmente ali — sempre suspeitei que estava assistindo TV em vez de viver a vida. As pessoas às vezes dizem que a maneira como as coisas acontecem nos filmes é irreal, mas na verdade é a maneira como as coisas acontecem na vida que é irreal. Os filmes fazem as emoções parecerem tão fortes e reais, enquanto quando as coisas realmente acontecem com você, é como assistir televisão — você não sente nada. Bem quando fui baleado e desde então, eu sabia que estava assistindo televisão. Os canais mudam, mas é tudo televisão.
Em 1969, Warhol e o jornalista britânico John Wilcock fundaram a revista Interview.

### Década de 1970

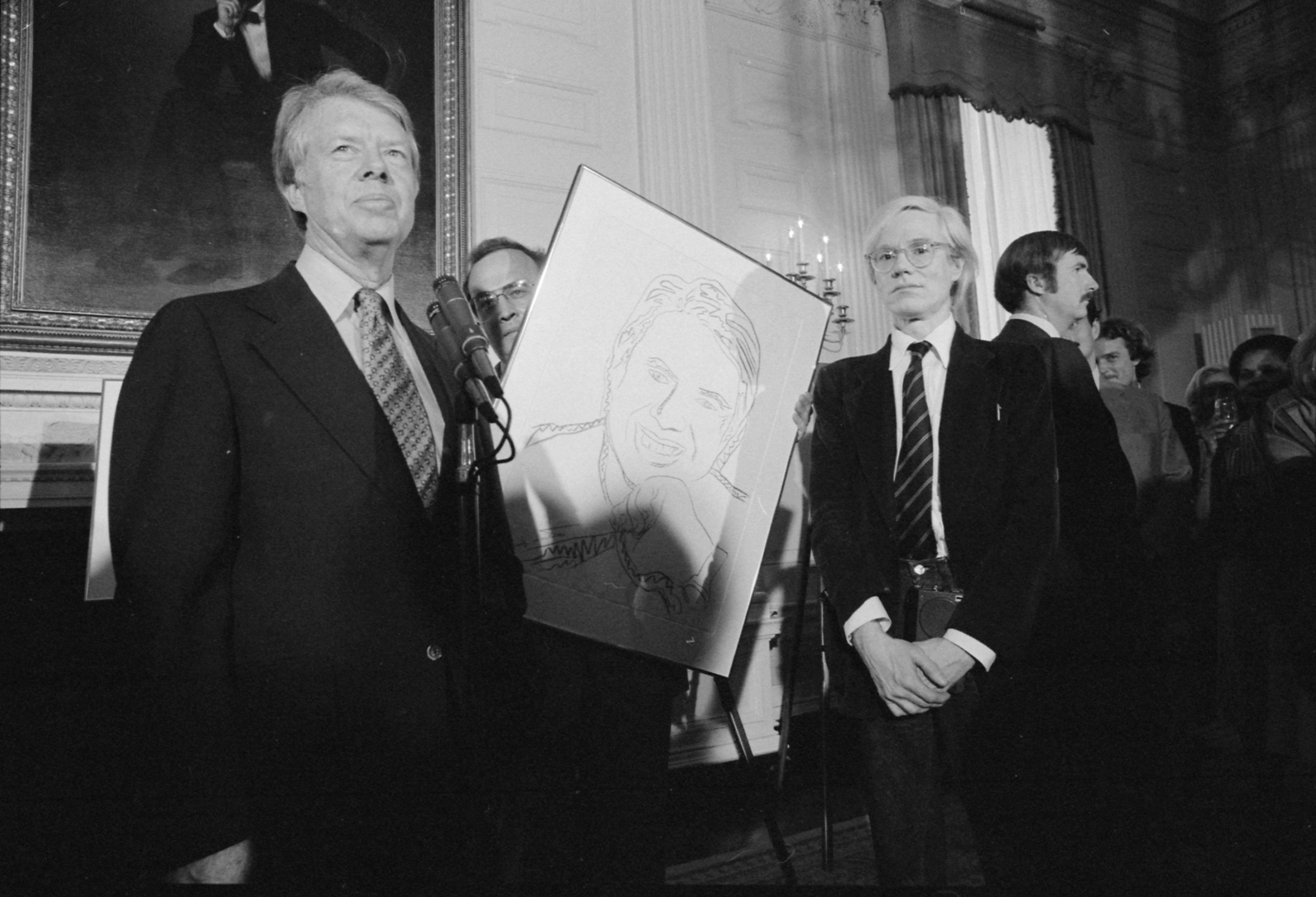
Presidente Jimmy Carter e Warhol em 1977.

Em 1970, telas e matrizes de filmes que haviam sido usadas para produzir obras originais de Warhol na década de 1960 foram levadas para a Europa para a produção de serigrafias de Warhol sob o nome de "Sunday B Morning". Warhol assinou e numerou uma edição de 250 antes que versões subsequentes não assinadas e não autorizadas fossem produzidas. As obras não autorizadas foram o resultado de um desentendimento entre Warhol e alguns de seus funcionários de estúdio em Nova York que foram para Bruxelas, onde produziram trabalhos carimbados com "Sunday B Morning" e "Add Your Own Signature Here". Como os trabalhos começaram como uma colaboração, Warhol facilitou a duplicação exata, fornecendo negativos fotográficos e códigos de cores precisos. Algumas das produções não autorizadas traziam a inscrição "Isto não é meu, Andy Warhol". As reproduções não autorizadas mais famosas são as serigrafias do portfólio de Marilyn Monroe de 1967. Essas impressões de Marilyn Monroe "Sunday B Morning" estavam entre as que ainda estavam em produção em 2013. Galerias de arte e negociantes também comercializam versões reimpressas de Sunday B Morning de várias outras obras de serigrafia, incluindo Flowers, Campbell's Soup I, Campbell's Soup Cans II, Gold Marilyn Monroe, impressões de notas de Mao e Dollare. Embora as versões originais do Sunday B Morning tivessem carimbos pretos no verso, na década de 1980 eles mudaram para azuis.
Warhol fez uma exposição retrospectiva no Whitney Museum of American Art em 1971. Seu famoso retrato do líder comunista chinês Mao Tsé-Tung foi criado em 1973. Em 1975, publicou A Filosofia de Andy Warhol (1975). Uma ideia expressa no livro: “Ganhar dinheiro é arte, e trabalhar é arte e bons negócios são a melhor arte”.
Em comparação com o sucesso e o escândalo do trabalho de Warhol na década de 1960, a década de 1970 foi uma década muito mais tranquila, à medida que ele se tornou mais empreendedor. Ele socializou em várias casas noturnas na cidade de Nova York, incluindo Max's Kansas City e, mais tarde na década de 1970, Studio 54. Ele era geralmente considerado quieto, tímido e um observador meticuloso. O crítico de arte Robert Hughes o chamou de "a toupeira branca da Union Square". Em 1977, Warhol foi contratado pelo colecionador de arte Richard Weisman para criar Athletes, dez retratos compostos pelos principais atletas da época.
De acordo com Bob Colacello, Warhol dedicou grande parte de seu tempo a reunir novos e ricos patronos para encomendas de retratos — incluindo o Xá do Irã Mohammad Reza Pahlavi, sua esposa, a Imperatriz Farah Pahlavi, sua irmã, a Princesa Ashraf Pahlavi, Mick Jagger, Liza Minnelli, John Lennon, Diana Ross e Brigitte Bardot. Em 1979, os críticos não gostaram de suas exposições de retratos de personalidades e celebridades dos anos 1970, chamando-os de superficiais, fáceis e comerciais, sem profundidade ou indicação da importância dos temas. Em 1979, Warhol e seu amigo de longa data Stuart Pivar fundaram a Academia de Arte de Nova York.

### Década de 1980
Warhol teve um ressurgimento do sucesso crítico e financeiro na década de 1980, em parte devido à sua afiliação e amizade com vários artistas jovens e prolíficos, que dominavam o "mercado altista" da arte nova-iorquina dos anos 1980: Jean-Michel Basquiat, Julian Schnabel, David Salle e outros chamados Neo-Expressionistas, bem como membros do movimento Transavantgarde na Europa, incluindo Francesco Clemente e Enzo Cucchi. Warhol também ganhou credibilidade nas ruas e o grafiteiro Fab 5 Freddy prestou homenagem a Warhol pintando um trem inteiro com latas de sopa Campbell.
Warhol também estava sendo criticado por se tornar apenas um “artista empresarial”. Os críticos criticaram sua exposição Ten Portraits of Jews of the Twentieth Century de 1980, no Museu Judaico de Manhattan, que Warhol — que não tinha interesse no judaísmo e nos judeus — descreveu em seu diário como "Eles vão vender". Em retrospectiva, no entanto, alguns críticos passaram a ver a superficialidade e comercialidade de Warhol como "o espelho mais brilhante dos nossos tempos", argumentando que "Warhol capturou algo irresistível sobre o zeitgeist da cultura americana na década de 1970".
Em 1981, Warhol trabalhou em um projeto com Peter Sellars e Lewis Allen que criaria um espetáculo itinerante chamado A No Man Show, com um robô animatrônico em tamanho real na imagem exata de Warhol. O Andy Warhol Robot seria então capaz de ler os diários de Warhol como uma produção teatral. A peça seria baseada nos livros de Warhol The Philosophy of Andy Warhol e Exposures. Warhol foi citado como tendo dito: "Eu gostaria de ser uma máquina, não é?".
Warhol também apreciava o intenso glamour de Hollywood. Certa vez, ele disse: "Eu amo Los Angeles. Adoro Hollywood. Eles são tão lindos. Tudo é de plástico, mas eu adoro plástico. Quero ser de plástico". Warhol ocasionalmente desfilava nas passarelas da moda e fazia recomendações de produtos, representado pela Zoli Agency e mais tarde pela Ford Models.
Antes dos Jogos Olímpicos de Inverno de Sarajevo em 1984, ele se uniu a outros 15 artistas, incluindo David Hockney e Cy Twombly, e contribuiu com uma estampa Speed Skater para a coleção Art and Sport. O Speed Skater foi usado no pôster oficial dos Jogos Olímpicos de Inverno de Sarajevo.
Em 1984, a Vanity Fair contratou Warhol para produzir um retrato de Prince, a fim de acompanhar um artigo que celebrava o sucesso de Purple Rain e o filme que o acompanha. Fazendo referência aos muitos retratos de celebridades produzidos por Warhol ao longo de sua carreira, Orange Prince (1984) foi criado usando uma composição semelhante à série "Flavors" de Marilyn de 1962, entre alguns dos primeiros retratos de celebridades de Warhol. Prince é retratado em uma paleta de cores pop comumente usada por Warhol, em laranja brilhante com destaques em verde e azul brilhantes. Os traços faciais e os cabelos são impressos em tela preta sobre fundo laranja.
Em setembro de 1985, a exposição conjunta de Warhol com Basquiat, Paintings, recebeu críticas negativas na Galeria Tony Shafrazi. Naquele mês, apesar da apreensão de Warhol, sua série de serigrafias Reigning Queens foi exibida na Galeria Leo Castelli. Nos Diários de Andy Warhol, Warhol escreveu: "Eles deveriam ser apenas para a Europa — ninguém aqui se preocupa com a realeza e será outra crítica negativa." 
Em janeiro de 1987, Warhol viajou a Milão para a abertura de sua última exposição, Last Supper, no Palazzo delle Stelline. No mês seguinte, Warhol e o músico de jazz Miles Davis desfilaram para o desfile de moda de Koshin Satoh no Tunnel, na cidade de Nova York, em 17 de fevereiro de 1987.

### Morte

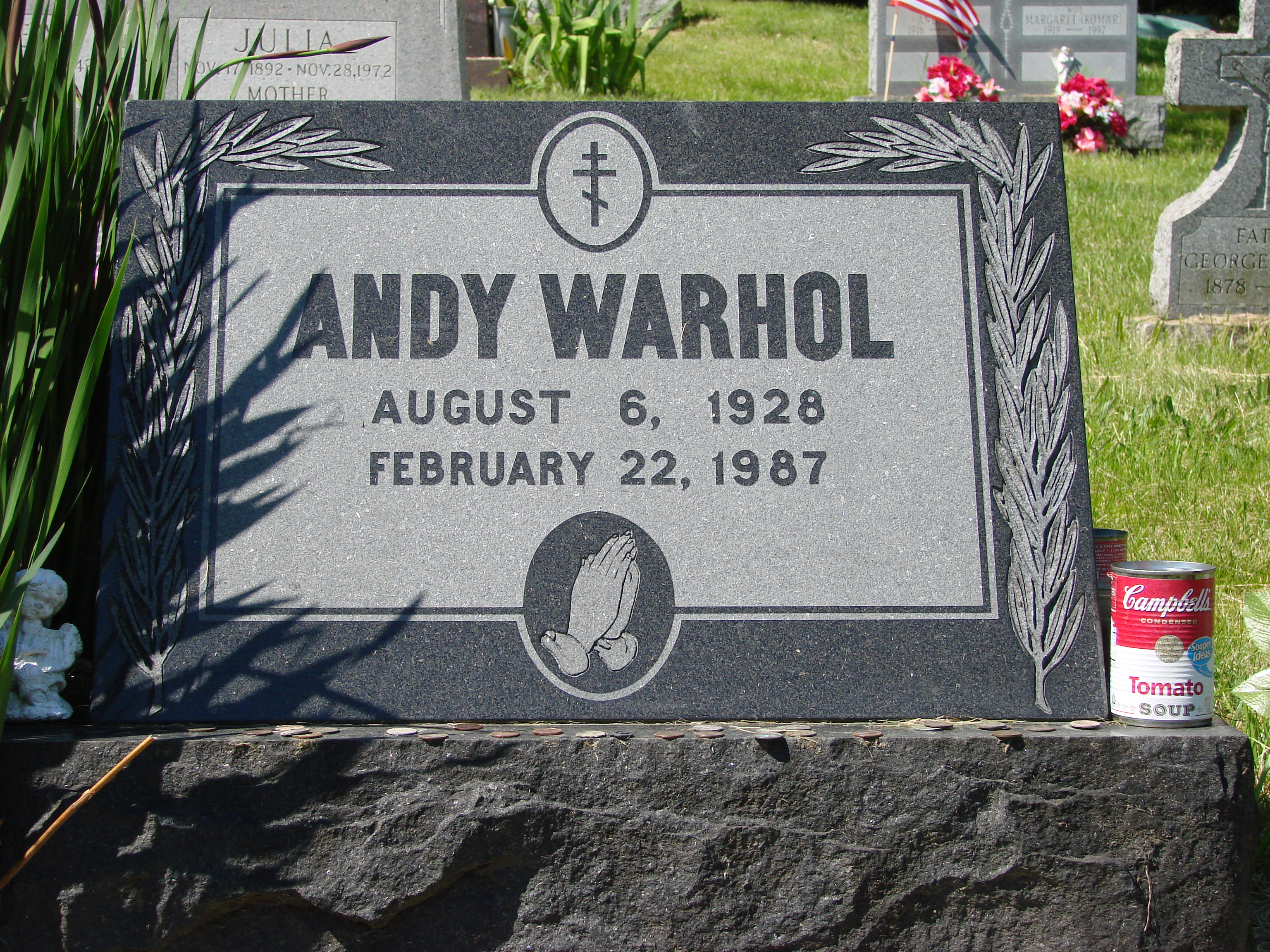
Túmulo de Warhol no Cemitério Católico Bizantino de São João Batista em Bethel Park, Pensilvânia.

Warhol morreu em Manhattan às 06h32min da manhã do dia 22 de fevereiro de 1987, aos 58 anos. De acordo com notícias, ele estava se recuperando bem de uma cirurgia da vesícula biliar no Hospital de Nova York antes de morrer durante o sono devido a um batimento cardíaco irregular pós-operatório repentino. Antes do diagnóstico e da operação, Warhol demorou a verificar seus problemas recorrentes de vesícula biliar, pois tinha medo de entrar em hospitais e consultar médicos. Sua família processou o hospital por atendimento inadequado, dizendo que a arritmia foi causada por cuidados inadequados e intoxicação por água. O caso de negligência médica foi rapidamente resolvido fora do tribunal; A família de Warhol recebeu uma quantia em dinheiro não revelada.

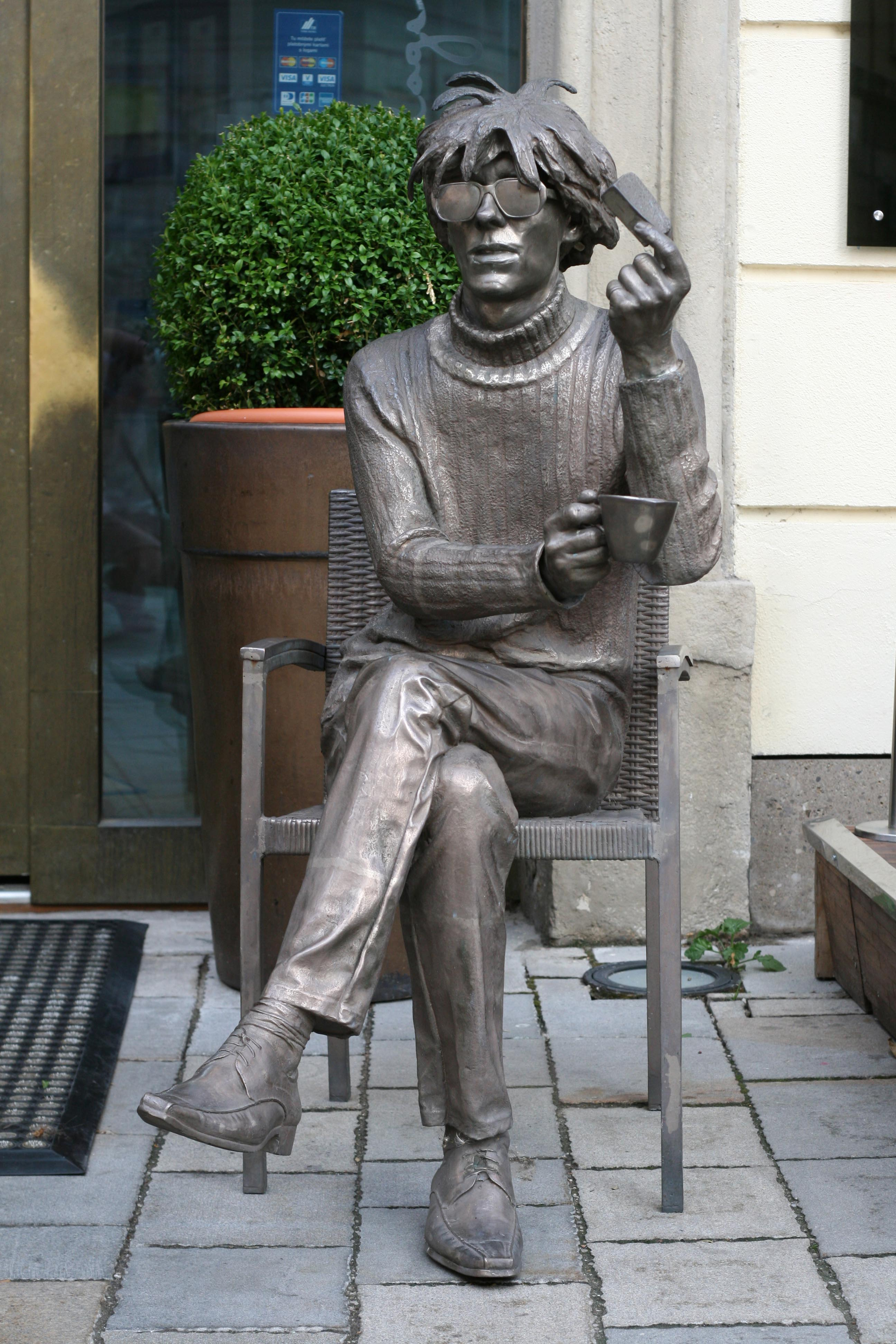
Estátua de Andy Warhol em Bratislava, Eslováquia.

Pouco antes da morte de Warhol, os médicos esperavam que Warhol sobrevivesse à cirurgia, embora uma reavaliação do caso cerca de trinta anos após a sua morte mostrasse muitas indicações de que a cirurgia de Warhol era de facto mais arriscada do que se pensava inicialmente. Foi amplamente divulgado na época que Warhol havia morrido de uma cirurgia de "rotina", embora considerando fatores como sua idade, um histórico familiar de problemas na vesícula biliar, seu ferimento anterior à bala e seu estado médico nas semanas que antecederam o procedimento, o risco potencial de morte após a cirurgia parecia ter sido significativo.
Os irmãos de Warhol levaram seu corpo de volta para Pittsburgh, onde um velório de caixão aberto foi realizado na casa funerária Thomas P. Kunsak. O caixão de bronze sólido tinha trilhos folheados a ouro e estofamento branco. Warhol vestia um terno de caxemira preto, gravata estampada, peruca platinada e óculos escuros. Ele estava deitado segurando um pequeno livro de orações e uma rosa vermelha. A liturgia fúnebre foi realizada na Igreja Católica Bizantina do Espírito Santo, no lado norte de Pittsburgh, em 27 de fevereiro de 1987. O elogio foi feito por Monsenhor Peter Tay. Yoko Ono e John Richardson foram os palestrantes. O caixão estava coberto de rosas brancas e samambaias de aspargos.
Após a liturgia, o caixão foi levado ao Cemitério Católico Bizantino de São João Batista, em Bethel Park, um subúrbio ao sul de Pittsburgh, onde Warhol foi enterrado perto de seus pais. O padre fez uma breve oração ao lado do túmulo e borrifou água benta no caixão. Antes de o caixão ser baixado, a amiga íntima de Warhol e editora associada da Interview, Paige Powell, deixou cair no túmulo um exemplar da revista e um frasco de Beautiful Eau de Parfum da Estée Lauder. Um serviço memorial foi realizado em Manhattan para Warhol, na Catedral de São Patrício, em 1º de abril de 1987.

## Obras de arte

### Pinturas
No início da década de 1960, a pop art era uma forma experimental que vários artistas adotavam de forma independente; alguns desses pioneiros, como Roy Lichtenstein, mais tarde se tornariam sinônimo do movimento. Warhol, que ficaria famoso como o “Papa do Pop”, voltou-se para esse novo estilo, onde temas populares poderiam fazer parte da paleta do artista. Suas primeiras pinturas mostram imagens retiradas de desenhos animados e anúncios, pintadas à mão com gotas de tinta. Essas gotas emularam o estilo de expressionistas abstratos de sucesso, como Willem de Kooning.
A partir desse início, ele desenvolveu seu estilo e temas posteriores. Em vez de trabalhar num tema de assinatura, como começou a fazer, trabalhou cada vez mais num estilo de assinatura, eliminando lentamente o artesanal do processo artístico. Warhol usava frequentemente serigrafia; seus desenhos posteriores foram traçados a partir de projeções de slides. No auge de sua fama como pintor, Warhol teve vários assistentes, incluindo o notável artista George Condo, que produziu seus múltiplos de serigrafia, seguindo suas instruções para fazer diferentes versões e variações.
As primeiras pinturas de arte pop de Warhol foram exibidas em abril de 1961, servindo de pano de fundo para a vitrine da loja de departamentos Bonwit Teller de Nova York. Este foi o mesmo palco que seus contemporâneos da Pop Art Jasper Johns, James Rosenquist e Robert Rauschenberg também já haviam agraciado. Foi a galerista Muriel Latow quem teve as ideias tanto para as latas de sopa quanto para as pinturas em dólares de Warhol. Em 23 de novembro de 1961, Warhol escreveu a Latow um cheque de US$ 50 que, de acordo com a biografia de Warhol de 2009, Pop, The Genius of Warhol, foi um pagamento por ter tido a ideia das latas de sopa como tema. Para sua primeira grande exposição, Warhol pintou suas famosas latas de sopa Campbell's, que ele afirmou ter almoçado durante a maior parte de sua vida.

Foi durante a década de 1960 que Warhol começou a fazer pinturas de objetos americanos icônicos, como notas de dólar, nuvens de cogumelo, cadeiras elétricas, latas de sopa Campbell's, garrafas de Coca-Cola, celebridades como Marilyn Monroe, Elvis Presley e Elizabeth Taylor, também como manchetes de jornais ou fotografias de cães policiais atacando manifestantes afro-americanos durante a campanha de Birmingham no movimento pelos direitos civis. Seu trabalho se tornou popular e polêmico. Warhol disse o seguinte sobre a Coca-Cola:
O que é óptimo neste país é que a América iniciou a tradição em que os consumidores mais ricos compram essencialmente as mesmas coisas que os mais pobres. Você pode estar assistindo TV e ver Coca-Cola, e sabe que o Presidente bebe Coca-Cola, Liz Taylor bebe Coca-Cola, e pense, você também pode beber Coca-Cola. Uma Coca é uma Coca e nenhuma quantia de dinheiro pode lhe render uma Coca melhor do que aquela que o vagabundo da esquina está bebendo. Todas as Cocas são iguais e todas as Cocas são boas. Liz Taylor sabe disso, o presidente sabe disso, o vagabundo sabe disso e você sabe disso.
Em 1962, Warhol criou sua famosa série Marilyn. As Flavor Marilyns foram selecionadas de um grupo de quatorze telas da subsérie, cada uma medindo 20" x 16". Algumas das telas receberam nomes de vários sabores de doces Life Savers, incluindo Cherry Marilyn, Lemon Marilyn e Licorice Marilyn. Os demais são identificados pelas cores de fundo.
Warhol produziu obras cômicas e sérias; seu tema poderia ser uma lata de sopa ou uma cadeira elétrica. Warhol usou as mesmas técnicas — serigrafias, reproduzidas em série e muitas vezes pintadas com cores brilhantes — quer pintasse celebridades, objetos do cotidiano ou imagens de suicídio, acidentes de carro e desastres, como na série Death and Disaster de 1962-63.
Em 1979, Warhol foi contratado para pintar uma versão de corrida do BMW M1 Grupo 4 para a quarta parcela do projeto BMW Art Car. Ele foi inicialmente convidado a pintar um BMW 320i em 1978, mas o modelo do carro foi alterado e ele não se classificou para a corrida daquele ano.    Warhol foi o primeiro artista a pintar diretamente no automóvel, em vez de permitir que os técnicos transferissem um modelo em escala para o carro. Alegadamente, ele levou apenas 23 minutos para pintar o carro inteiro. Os pilotos de corrida Hervé Poulain, Manfred Winkelhock e Marcel Mignot dirigiram o carro nas 24 Horas de Le Mans de 1979.
Algumas das obras de Warhol, assim como sua própria personalidade, foram descritas como ceatonescas. Warhol foi descrito como um idiota diante da mídia. Ele às vezes se recusava a explicar seu trabalho. Ele sugeriu que tudo o que se precisa saber sobre seu trabalho “já está na superfície“.

Suas manchas de Rorschach pretendem ser comentários pop sobre a arte e o que a arte poderia ser. Destacam-se também neste contexto o seu papel de parede de vaca (literalmente, papel de parede com motivo de vaca) e as suas pinturas de oxidação (telas preparadas com tinta de cobre que depois foi oxidada com urina). Igualmente digna de nota é a forma como essas obras — e seus meios de produção — espelharam a atmosfera da "Factory" de Andy em Nova York. O biógrafo Bob Colacello fornece alguns detalhes sobre as "pinturas de urina" de Andy:
Victor … era o chato fantasma de Andy no Oxidations. Ele vinha à Fábrica para urinar em telas já pintadas com tinta à base de cobre de Andy ou Ronnie Cutrone, um segundo mijador de fantasmas muito apreciado por Andy, que dizia que a vitamina B que Ronnie tomava ficava com uma cor mais bonita quando o ácido na urina tornou o cobre verde. Andy alguma vez usou sua própria urina? Meu diário mostra que quando ele começou a série, em dezembro de 1977, ele o fez, e havia muitos outros: garotos que vinham almoçar e bebiam muito vinho e achavam engraçado ou até mesmo lisonjeiro serem convidados a ajudar Andy, "pintar". Andy sempre tinha um pouco mais de energia em sua caminhada enquanto os levava para seu estúdio.

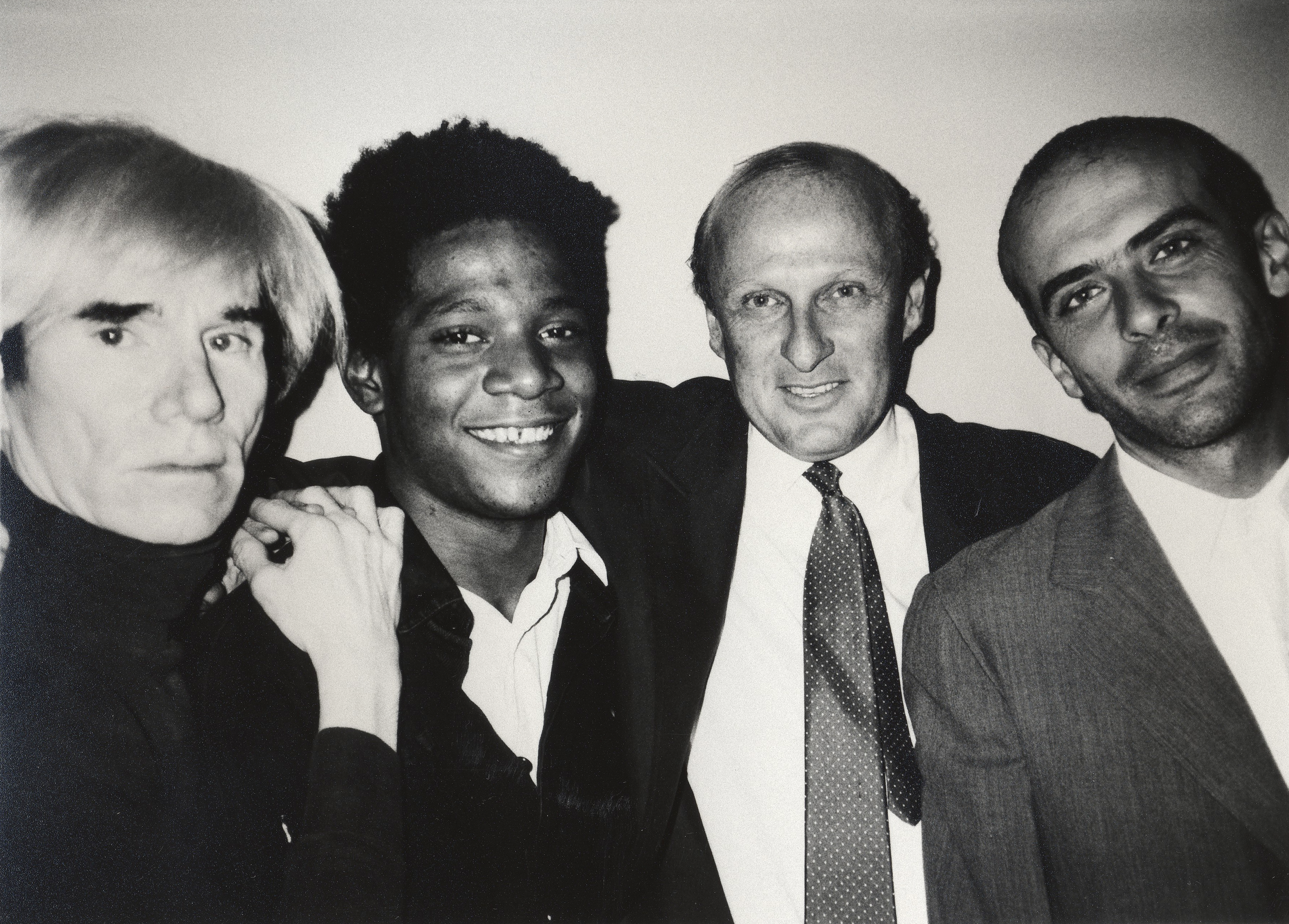
Warhol com Jean-Michel Basquiat, Bruno Bischofberger e Francesco Clemente em 1984.

O retrato de Basquiat feito por Warhol em 1982, Jean-Michel Basquiat, é uma serigrafia sobre uma "pintura de mijo" de cobre oxidado. Depois de muitos anos de serigrafia, oxidação, fotografia, etc., Warhol voltou a pintar com o pincel na mão. Em 1983, Warhol começou a colaborar com Basquiat e Clemente. Warhol e Basquiat criaram uma série de mais de 50 grandes trabalhos colaborativos entre 1984 e 1985. Apesar das críticas quando foram exibidos pela primeira vez, Warhol chamou alguns deles de "obras-primas" e foram influentes em seu trabalho posterior.
Em 1984, Warhol foi contratado pelo colecionador e galerista Alexander Iolas para produzir uma obra baseada na Última Ceia de Leonardo da Vinci para uma exposição no antigo refeitório do Palazzo delle Stelline em Milão, em frente à Santa Maria delle Grazie onde Leonardo da Vinci O mural de Vinci pode ser visto. Warhol superou as exigências da comissão e produziu cerca de 100 variações sobre o tema, a maioria serigrafias e pinturas, e entre elas uma escultura colaborativa com Basquiat, os Dez Sacos de Pancadas (Última Ceia). A exposição de Milão, inaugurada em janeiro de 1987 com um conjunto de 22 serigrafias, foi a última exposição do artista e do galerista. A série de The Last Supper foi vista por alguns como "indiscutivelmente a sua maior", mas por outros como "insolente, religiosa" e "sem espírito". É a maior série de obras com temática religiosa de qualquer artista americano.
O artista Maurizio Cattelan descreve que é difícil separar os encontros diários da arte de Andy Warhol: "Essa é provavelmente a melhor coisa sobre Warhol: a forma como ele penetrou e resumiu o nosso mundo, a tal ponto que distinguir entre ele e a nossa vida quotidiana é basicamente impossível e, em qualquer caso, inútil." Warhol foi uma inspiração para revistas e compilações de fotografia de Cattelan, como Permanent Food, Charley e Toilet Paper.
No período imediatamente anterior à sua morte, Warhol estava trabalhando em Cars, uma série de pinturas para a Mercedes-Benz.

### Desenhos
"Embora seja frequentemente associado à gravura — especificamente à serigrafia — Warhol também foi um ilustrador e desenhista incrivelmente talentoso, e o desenho foi parte integrante de sua prática ao longo de sua carreira. Seus primeiros desenhos em papel revelam uma semelhança tanto com a linha contínua quanto com o contorno cego técnicas de desenho, dando ao seu trabalho uma sensação de facilidade e imediatismo. Enquanto trabalhava principalmente com publicidade comercial, ele foi pioneiro na técnica de linha borrada, que sintetizava o desenho de grafite no papel com elementos de gravura. Warhol continuou sua prática de desenho durante os últimos anos de sua carreira. vida e carreira, e o trabalho deste período posterior exemplifica o valor de uma longa e célebre carreira de habilidade e técnica aprimoradas."

### Mercado de arte
O valor do trabalho de Andy Warhol tem percorrido uma trajetória ascendente sem fim desde a sua morte em 1987. Em 2014, suas obras acumularam US$ 569 milhões em leilões, o que representou mais de um sexto do mercado global de arte. No entanto, houve algumas quedas. Segundo o negociante de arte Dominique Lévy, “o comércio de Warhol se move como uma gangorra sendo puxada colina acima: sobe e desce, mas cada novo máximo e mínimo está acima do anterior”. Ela atribui isso ao fluxo consistente de novos colecionadores intrigados por Warhol. “Em momentos diferentes, tivemos diferentes grupos de colecionadores entrando no mercado de Warhol, e isso resultou em picos de demanda, depois satisfação e desaceleração”, antes que o processo se repita em outro grupo demográfico ou na próxima geração.
Em 1998, Orange Marilyn (1964), uma representação de Marilyn Monroe, foi vendida por US$ 17,3 milhões, o que na época estabeleceu um novo recorde como o preço mais alto pago por uma obra de arte de Warhol. Em 2007, uma das pinturas de Warhol de Elizabeth Taylor de 1963, Liz (Colored Liz), que pertencia ao ator Hugh Grant, foi vendida por US$ 23,7 milhões na Christie's.
Em 2007, Stefan Edlis e Gael Neeson venderam Turquoise Marilyn (1964), de Warhol, ao financista Steven A. Cohen por US$ 80 milhões. Em maio de 2007, Green Car Crash (1963) foi vendido por US$ 71,1 milhões e Lemon Marilyn (1962) foi vendido por US$ 28 milhões no leilão de arte contemporânea e pós-guerra da Christie's. Em 2007, a Large Campbell's Soup Can (1964) foi vendida em um leilão da Sotheby's a um colecionador sul-americano por 7,4 milhões. Em novembro de 2009, 200 One Dollar Bills (1962) na Sotheby's por US$ 43,8 milhões.
Em 2008, Eight Elvises (1963) foi vendido por Annibale Berlingieri por US$ 100 milhões a um comprador privado. A obra retrata Elvis Presley em pose de pistoleiro. Foi exibido pela primeira vez em 1963 na Ferus Gallery em Los Angeles. Warhol fez 22 versões dos retratos de Elvis, 11 das quais estão expostas em museus. Em maio de 2012, Double Elvis (Tipo Ferus) foi vendido em leilão na Sotheby's por US$ 37 milhões. Em novembro de 2014, Triple Elvis (Ferus Type) foi vendido por US$ 81,9 milhões na Christie's.
Em maio de 2010, um autorretrato roxo de Warhol de 1986, de propriedade do estilista Tom Ford, foi vendido por US$ 32,6 milhões na Sotheby's. Em novembro de 2010, Men in Her Life (1962), baseado em Elizabeth Taylor, foi vendido por US$ 63,4 milhões na Phillips de Pury e Coca-Cola (4) (1962) foi vendido por US$ 35,3 milhões na Sotheby's. Em maio de 2011, o primeiro autorretrato de Warhol, de 1963 a 1964, foi vendido por US$ 38,4 milhões e um autorretrato vermelho de 1986 foi vendido por US$ 27,5 milhões na Christie's. Em maio de 2011, Liz #5 (Early Colored Liz) foi vendida por US$ 26,9 milhões na Phillips.
Em novembro de 2013, o díptico raramente visto de Warhol de 1963, Silver Car Crash (Double Disaster), foi vendido na Sotheby's por US$ 105,4 milhões, um novo recorde para o artista. Em novembro de 2013, Coca-Cola (3) (1962) foi vendida por US$ 57,3 milhões na Christie's. Em maio de 2014, White Marilyn (1962) foi vendido por US$ 41 milhões na Christie's. Em novembro de 2014, Four Marlons (1964), que retrata Marlon Brando, foi vendido por US$ 69,6 milhões na Christie's. Em maio de 2015, Silver Liz, pintado em 1963, foi vendido por US$ 28 milhões e Colored Mona Lisa (1963) foi vendido por US$ 56,2 milhões na Christie's. Em maio de 2017, a pintura de Warhol de 1962, Big Campbell's Soup Can With Can Opener (Vegetable), foi vendida por US$ 27,5 milhões na Christie's. Em 2017, o bilionário gestor de fundos de hedge Ken Griffin comprou a Orange Marilyn de forma privada por cerca de US$ 200 milhões. Em março de 2022, Silver Liz (Ferus) foi vendida por 2,3 bilhões de ienes (US$ 18,9 milhões) no leilão Shinwa, que estabeleceu um novo recorde para o lance mais alto já feito em leilão no Japão. Em maio de 2022, Shot Sage Blue Marilyn (1964) foi vendido por US$ 195 milhões na Christie's, tornando-se a obra de arte americana mais cara vendida em leilão.

### Colecionadores
Entre os primeiros colecionadores e apoiadores influentes de Warhol estavam Emily e Burton Tremaine. Entre as mais de 15 obras de arte adquiridas, Marilyn Diptych (agora na Tate Modern, Londres)  e A boy for Meg (agora na National Gallery of Art em Washington, DC), foram compradas diretamente de Estúdio de Warhol em 1962. Num Natal, Warhol deixou uma pequena cabeça de Marilyn Monroe na porta dos Tremaine, no apartamento deles em Nova York, em agradecimento por seu apoio e incentivo.

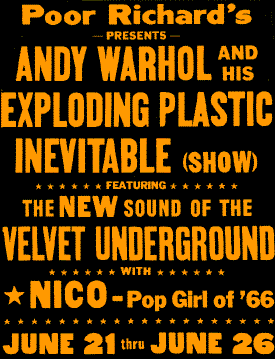
Poster do show Exploding Plastic Inevitable' (show) — The Velvet Underground & Nico, 1966
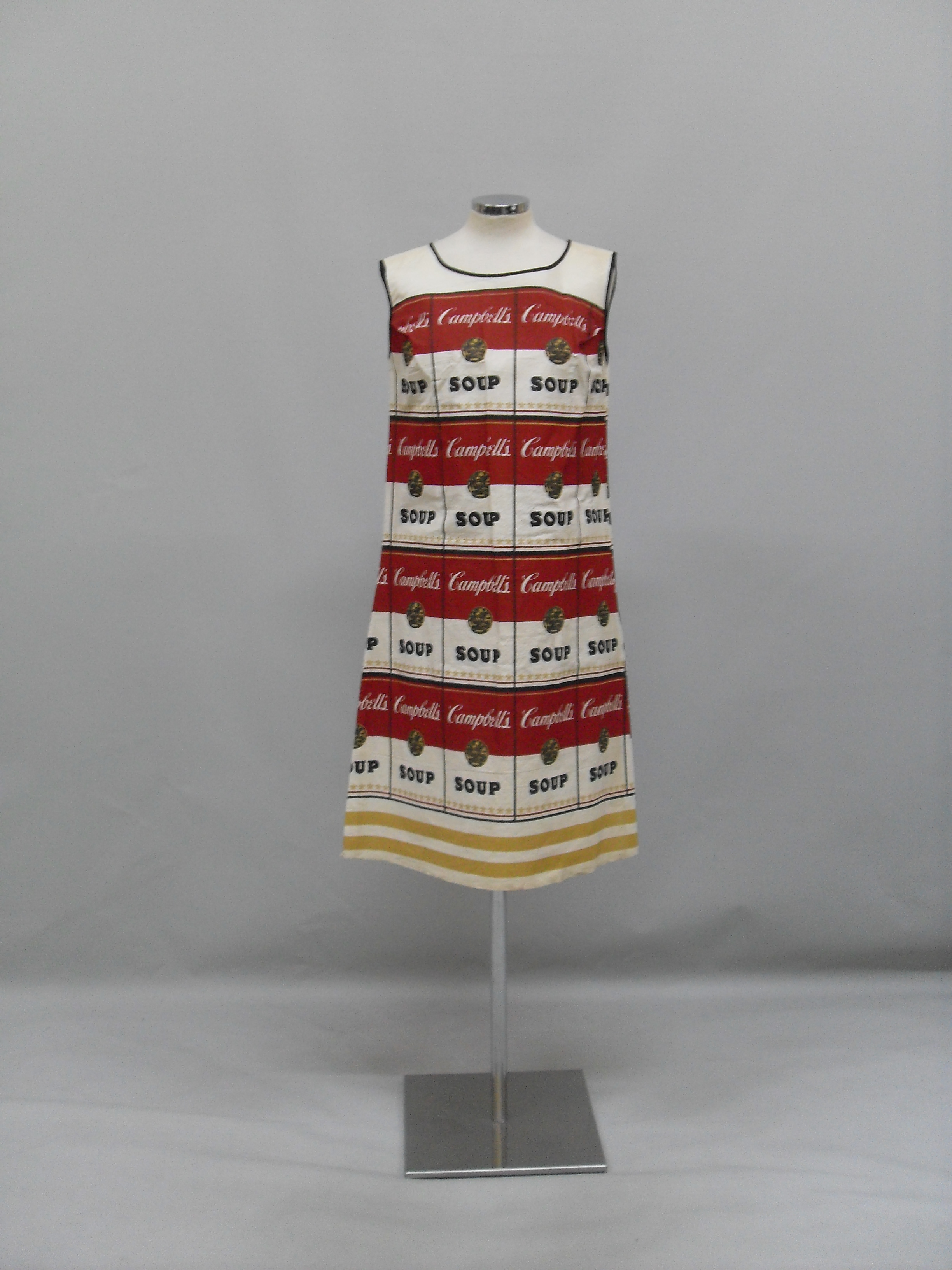
The Souper Dress, 1967, vestido de papel serigrafado baseado nas latas de sopa Campbell's de Warhol
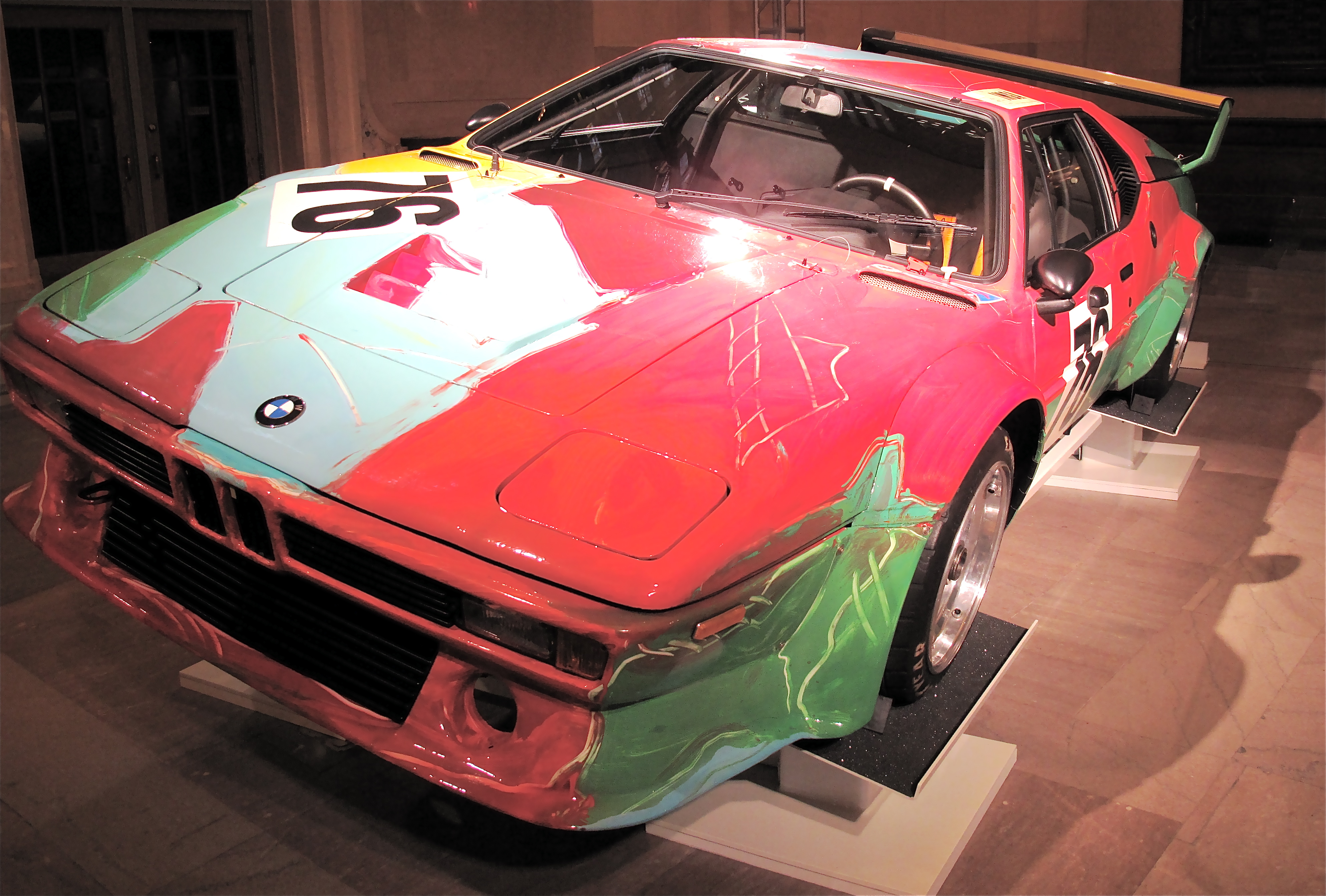
Grupo BMW — 4 M1, 1979, carro pintado

### Filmografia
Warhol participou da estreia em 1962 da composição estática de La Monte Young chamada Trio for Strings e posteriormente criou sua famosa série de filmes estáticos. O cineasta Jonas Mekas, que acompanhou Warhol na estreia do Trio, afirma que os filmes estáticos de Warhol foram diretamente inspirados na performance. Entre 1963 e 1968, ele fez mais de 60 filmes, além de cerca de 500 pequenos retratos em preto e branco de "teste de tela" de visitantes do The Fabric.
Um de seus filmes mais famosos, Sleep, acompanha o poeta John Giorno dormindo por seis horas. O filme Blow Job de 35 minutos é uma tomada contínua do rosto de DeVeren Bookwalter supostamente recebendo sexo oral do cineasta Willard Maas, embora a câmera nunca se incline para baixo para ver isso. Outro, Empire (1964), consiste em oito horas de filmagens do Empire State Building, em Nova York, ao entardecer. O filme Eat consiste em um homem comendo um cogumelo durante 45 minutos.
Batman Drácula é um filme de 1964 que foi produzido e dirigido por Warhol, sem a permissão da DC Comics. Foi exibido apenas em suas exposições de arte. Fã da série Batman, o filme de Warhol foi uma "homenagem" à série e é considerado a primeira aparição de um Batman descaradamente exagerado. Até recentemente, pensava-se que o filme estava perdido, até que cenas do filme foram mostradas com alguma extensão no documentário de 2006, Jack Smith and the Destruction of Atlantis.
O filme Vinyl de Warhol, de 1965, é uma adaptação do popular romance distópico de Anthony Burgess, A Clockwork Orange. Outros registram encontros improvisados entre frequentadores do Factory, como Brigid Berlin, Viva, Edie Sedgwick, Candy Darling, Holly Woodlawn, Ondine, Nico e Jackie Curtis. O artista underground Jack Smith aparece no filme Camp.
Seu filme mais popular e de maior sucesso de crítica foi Chelsea Girls (1966). O filme foi altamente inovador por consistir em dois filmes de 16 mm projetados simultaneamente, com duas histórias diferentes sendo mostradas em conjunto. Da cabine de projeção, o som seria elevado para um filme elucidar aquela "história" enquanto seria baixado para o outro. A multiplicação de imagens evocou os trabalhos seminais de Warhol em serigrafia do início dos anos 1960.
Warhol era fã do trabalho cinematográfico do cineasta Radley Metzger e comentou que o filme de Metzger, The Lickerish Quartet, era "uma obra-prima escandalosamente excêntrica". Blue Movie — um filme em que Viva, a estrela de Warhol, faz amor na cama com Louis Waldon, outra estrela de Warhol — foi o último filme de Warhol como diretor. O filme, um filme seminal na Era de Ouro do Pornô, foi, na época, controverso por sua abordagem franca a um encontro sexual. Blue Movie foi exibido publicamente na cidade de Nova York em 2005, pela primeira vez em mais de 30 anos.
Após o tiroteio de 1968, o recluso Warhol abandonou seu envolvimento pessoal na produção cinematográfica. Seu acólito e assistente de direção, Paul Morrissey, assumiu as tarefas de produção cinematográfica do coletivo Factory, direcionando o cinema da marca Warhol para uma tarifa de exploração de filmes B mais mainstream e baseada em narrativas, com Flesh, Trash e Heat. Todos esses filmes, incluindo Drácula, de Andy Warhol, e Frankenstein, de Andy Warhol, foram muito mais populares do que qualquer coisa que Warhol, como diretor, havia tentado. Esses últimos filmes de "Warhol" estrelaram Joe Dallesandro — mais uma estrela de Morrissey do que uma verdadeira estrela de Warhol.
No início da década de 1970, a maioria dos filmes dirigidos por Warhol foram retirados de circulação por Warhol e pelas pessoas ao seu redor que administravam seu negócio. Após a morte de Warhol, os filmes foram lentamente restaurados pelo Whitney Museum e ocasionalmente projetados em museus e festivais de cinema. Poucos filmes dirigidos por Warhol estão disponíveis em vídeo ou DVD.

### Música
Em meados da década de 1960, Warhol adotou a banda Velvet Underground, tornando-os um elemento crucial da mostra de arte performática multimídia Exploding Plastic Inevitable. Warhol, com Paul Morrissey, atuou como empresário da banda, apresentando-os a Nico (que se apresentaria com a banda a pedido de Warhol). Enquanto gerenciava o The Velvet Underground, Andy os vestia de preto para se apresentarem nos filmes que ele também apresentava. Em 1966, ele "produziu" seu primeiro álbum The Velvet Underground & Nico, além de fornecer a capa do álbum. Sua participação real na produção do álbum significou simplesmente pagar pelo tempo de estúdio.
Após o primeiro álbum da banda, Warhol e o líder da banda Lou Reed começaram a discordar mais sobre o rumo que a banda deveria tomar, e sua amizade artística acabou. Em 1989, após a morte de Warhol, Reed e John Cale se reuniram pela primeira vez desde 1972 para escrever, tocar, gravar e lançar o álbum conceitual Songs for Drella, uma homenagem a Warhol. Em outubro de 2019, uma fita de áudio de música publicamente desconhecida de Reed, baseada no livro de Warhols de 1975, "The Philosophy of Andy Warhol: From A to B and Back Again", foi descoberta em um arquivo do Andy Warhol Museu em Pittsburgh.
Warhol desenhou muitas capas de álbuns para vários artistas, começando com a capa fotográfica do álbum de estreia de John Wallowitch, This Is John Wallowitch!!! (1964). Ele desenhou a arte da capa dos álbuns dos Rolling Stones Sticky Fingers (1971) e Love You Live (1977), e dos álbuns de John Cale The Academy in Peril (1972) e Honi Soit em 1981. Um dos últimos trabalhos de Warhol foi um retrato de Aretha Franklin para a capa de seu álbum de ouro de 1986, Aretha.
Em 1984, Warhol co-dirigiu o videoclipe "Hello Again" dos Cars, e apareceu no vídeo como bartender. Em 1986, Warhol co-dirigiu o videoclipe "Misfit" de Curiosity Killed the Cat e fez uma participação especial no vídeo.

### Livros e impressos

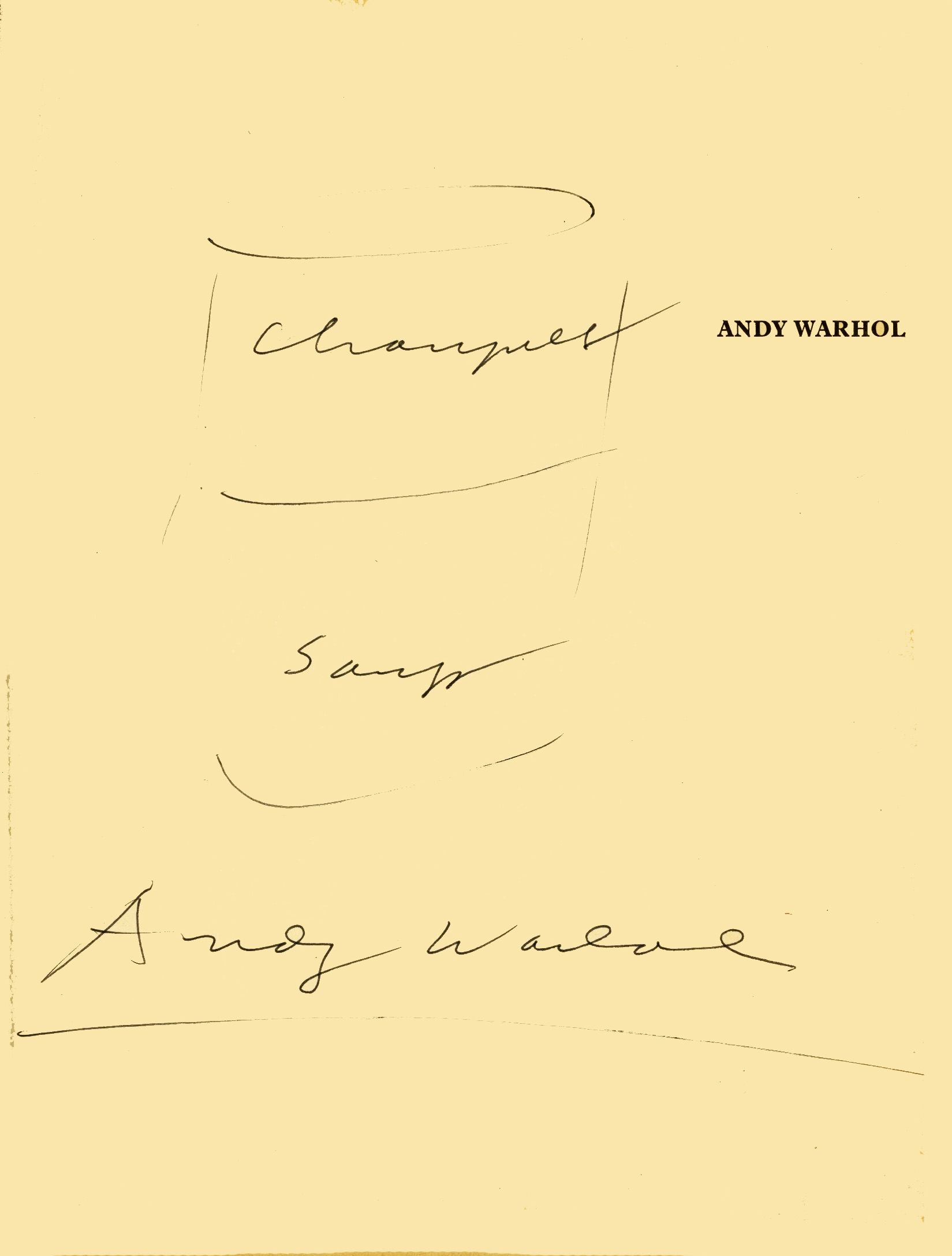
Desenho e assinatura de Warhol

A partir do início da década de 1950, Warhol produziu vários portfólios não consolidados de seu trabalho.
O primeiro de vários livros encadernados autopublicados por Warhol foi 25 Cats Name Sam and One Blue Pussy, impresso em 1954 por Seymour Berlin em papel com marca d'água da marca Arches usando sua técnica de linha borrada para as litografias. A edição original foi limitada a 190 exemplares numerados e coloridos à mão, usando tinta do Dr. A maioria deles foi dada por Warhol como presente a clientes e amigos. A cópia nº 4, com a inscrição "Jerry" na capa e entregue a Geraldine Stutz, foi usada para impressão fac-símile em 1987, e o original foi leiloado em maio de 2006 por US$ 35.000 pela Doyle New York.
Outros livros autopublicados por Warhol incluem:
- A Gold Book
- Wild Raspberries
- Holy Cats

O livro de Warhol, A La Recherche du Shoe Perdu (1955), marcou sua "transição de artista comercial para artista de galeria". (O título é um trocadilho de palavras de Warhol com o título de À la recherche du temps perdu, do autor francês Marcel Proust).
Depois de ganhar fama, Warhol "escreveu" vários livros que foram publicados comercialmente:
- A, A Novel (1968, ISBN 978-0-8021-3553-7) é uma transcrição literal — contendo erros ortográficos e ruídos de fundo e murmúrios foneticamente escritos — de gravações de áudio de Ondine e vários amigos de Andy Warhol saindo na Factory, conversando, saindo.
- The Philosophy of Andy Warhol (From A to B & Back Again) (1975, ISBN 978-0-15-671720-5) — de acordo com a introdução de Pat Hackett a The Andy Warhol Diaries, Pat Hackett fez as transcrições e o texto do livro com base em conversas telefônicas diárias, às vezes (quando Warhol estava viajando) usando fitas cassetes que Andy Warhol deu a ela.[201] As referidas fitas continham conversas com Brigid Berlin (também conhecida como Brigid Polk) e o ex-editor da revista Interview, Bob Colacello.
- Popism: The Warhol Sixties (1980, ISBN 978-0-15-672960-4), de autoria de Warhol e Pat Hackett, é uma visão retrospectiva da década de 1960 e do papel da pop art.
- The Andy Warhol Diaries (1989, ISBN 978-0-446-39138-2), editado por Pat Hackett, é um diário ditado por Warhol a Hackett em conversas telefônicas diárias. Warhol iniciou o diário para controlar suas despesas após ser auditado, embora logo tenha evoluído para incluir suas observações pessoais e culturais.[202]

Warhol criou a revista de moda Interview, que ainda é publicada. Acredita-se que o texto maluco do título da capa seja de sua própria caligrafia ou de sua mãe, Julia Warhola, que costumava fazer textos para suas primeiras peças comerciais.

### Outras mídias

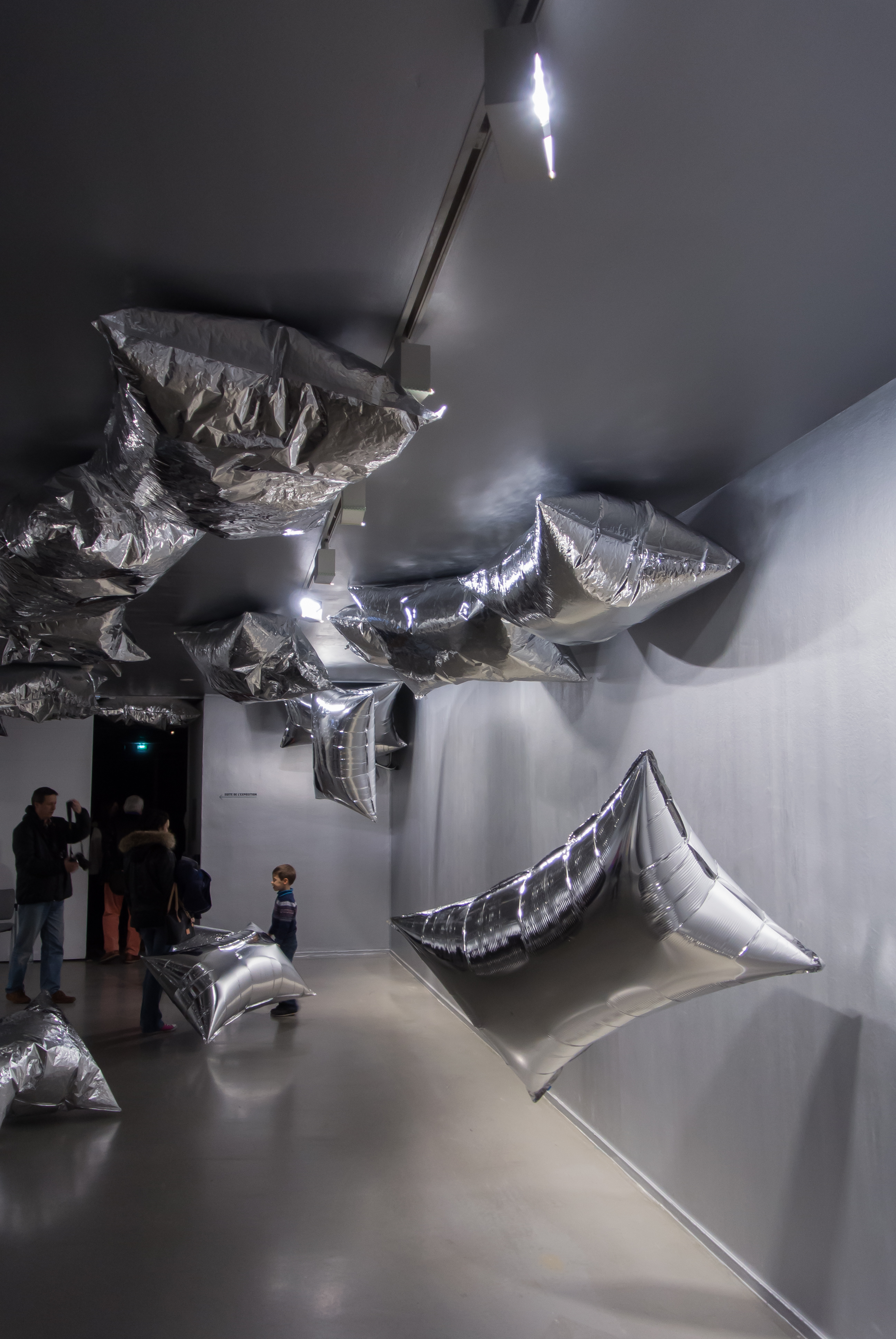
Reprodução de Silver Clouds no Musée d'Art Moderne de la Ville de Paris, dezembro de 2015, Warhol Unlimited Exposition

Embora Andy Warhol seja mais conhecido por suas pinturas e filmes, ele é autor de obras em diversas mídias.
- Desenho: Warhol iniciou sua carreira como ilustrador comercial, produzindo desenhos no estilo "tinta borrada" para anúncios e artigos de revistas. O mais conhecido desses primeiros trabalhos são seus desenhos de sapatos. Alguns de seus desenhos pessoais foram publicados por conta própria em pequenos livretos, como Yum, Yum, Yum (sobre comida), Ho, Ho, Ho (sobre o Natal) e Shoes, Shoes, Shoes. Seu livro de desenhos mais aclamado artisticamente é provavelmente A Gold Book, compilado de desenhos sensíveis de jovens. A Gold Book tem esse nome por causa da folha de ouro que decora suas páginas.[204] Em abril de 2012, um esboço do cantor Rudy Vallee dos anos 1930, alegadamente desenhado por Andy Warhol, foi encontrado em uma venda de garagem em Las Vegas. Diz-se que a imagem foi desenhada quando Andy tinha nove ou 10 anos[205] Várias autoridades contestaram a autenticidade da imagem.
- Escultura: A escultura mais famosa de Warhol é provavelmente suas Brillo Boxes, réplicas serigrafadas em tinta de madeira de grandes caixas de papelão de marca usadas para conter 24 pacotes de sabonetes Brillo. O design original do Brillo foi do artista comercial James Harvey. A escultura de Warhol fazia parte de uma série de obras de "caixas de supermercado" que também incluíam ketchup Heinz e caixas de suco de tomate Campbell.[206] Outras obras famosas incluem as Silver Clouds — balões cheios de hélio, mylar prateado e em forma de travesseiro. A Silver Cloud foi incluída na exposição itinerante Air Art (1968–1969) com curadoria de Willoughby Sharp. Clouds também foi adaptado por Warhol para a peça de dança RainForest (1968) do coreógrafo de vanguarda Merce Cunningham.[207]
- Áudio: A certa altura, Warhol carregava consigo um gravador portátil aonde quer que fosse, gravando tudo o que todos diziam e faziam. Ele se referiu a este dispositivo como sua “esposa”. Algumas dessas fitas serviram de base para sua obra literária. Outra obra de áudio de Warhol foi sua Invisible Sculpture, uma apresentação em que alarmes contra roubo disparavam ao entrar na sala. A cooperação de Warhol com os músicos do The Velvet Underground foi motivada por um desejo expresso de se tornar um produtor musical.
- Cápsulas do Tempo: Em 1973, Warhol começou a guardar coisas efêmeras de sua vida diária — correspondência, jornais, lembranças, objetos de infância, até mesmo passagens aéreas usadas e comida — que eram lacradas em caixas de papelão simples chamadas de Cápsulas do Tempo. Na época de sua morte, a coleção cresceu para incluir 600 "cápsulas" datadas individualmente. As caixas agora estão guardadas no Museu Andy Warhol.[208]
- Televisão: Andy Warhol sonhava com um especial de televisão sobre um assunto favorito dele – Nada – que ele chamaria de The Nothing Special. Mais tarde em sua carreira, ele criou dois programas de televisão a cabo, Andy Warhol's TV em 1982 e Andy Warhol's Fifteen Minutes (baseado em sua famosa citação "quinze minutos de fama") para a MTV em 1986. Além de seus próprios programas, ele regularmente fazia participações especiais em outros programas, incluindo The Love Boat, onde uma esposa do meio-oeste (Marion Ross) teme que Andy Warhol revele ao marido (Tom Bosley, que estrelou ao lado de Ross na sitcom Happy Days) seu passado secreto como uma superestrela de Warhol chamada Marina del Rey. Warhol também produziu um comercial de TV para os restaurantes Schrafft's na cidade de Nova York, para uma sobremesa de sorvete apropriadamente intitulada "Underground Sundae".[209]
- Moda: Warhol é citado por ter dito: “Prefiro comprar um vestido e pendurar na parede do que colocar um quadro, não é?”.[210] Uma de suas estrelas mais conhecidas, Edie Sedgwick, aspirava ser designer de moda, e seu bom amigo Halston era famoso. O trabalho de Warhol na moda inclui vestidos serigrafados, uma curta subcarreira como modelo de passarela e livros sobre moda, além de pinturas com moda (sapatos) como tema. O próprio Warhol foi descrito como um dândi moderno, cuja autoridade "baseava-se mais na presença do que nas palavras".[211]
- Arte performática: Warhol e seus amigos encenaram acontecimentos teatrais multimídia em festas e locais públicos, combinando música, filmes, projeções de slides e até mesmo Gerard Malanga em traje S&M estalando um chicote. The Exploding Plastic Inevitable em 1966 foi o culminar desta área do seu trabalho.[212]
- Teatro: a peça de Warhol, Andy Warhol's Pork, estreou em 5 de maio de 1971, no teatro LaMama, em Nova York, para uma temporada de duas semanas e foi levada ao Roundhouse, em Londres, para uma temporada mais longa, em agosto de 1971. Pork foi baseado em conversas gravadas entre Brigid Berlin e Andy, durante as quais Brigid tocava para Andy fitas que ela havia feito de conversas telefônicas entre ela e sua mãe, a socialite Honey Berlin. A peça apresentava Jayne County como "Vulva" e Cherry Vanilla como "Amanda Pork".[213] Em 1974, Andy Warhol também produziu o musical Man on the Moon, escrito por John Phillips do Mamas and the Papas.
- Fotografia: Para produzir suas serigrafias, Warhol fez fotografias ou mandou fazê-las por seus amigos e assistentes. Essas fotos foram tiradas em sua maioria com um modelo específico de câmera Polaroid, The Big Shot, que a Polaroid manteve em produção especialmente para Warhol. Esta abordagem fotográfica à pintura e o seu método instantâneo de tirar fotografias tiveram um grande efeito na fotografia artística. Warhol era um fotógrafo talentoso e tirou um enorme número de fotografias de visitantes da Fábrica, amigos, adquiridas pela Universidade de Stanford.[214][215]
- Música: Em 1963, Warhol fundou The Druds, uma banda de noise de vanguarda de curta duração que apresentava membros proeminentes da arte proto-conceitual e da comunidade de arte minimalista de Nova York.[216]
- Computador: Warhol usou computadores Amiga para gerar arte digital, incluindo You Are the One, que ele ajudou a projetar e construir com a Amiga, Inc. Ele também mostrou a diferença entre preenchimento lento e preenchimento rápido na TV ao vivo com Debbie Harry como modelo.[217]

## Vida pessoal

### Sexualidade
Warhol era homossexual. Em 1980, ele disse a um entrevistador que ainda era virgem. O biógrafo Bob Colacello, que esteve presente na entrevista, sentiu que provavelmente era verdade e que o pouco sexo que ele fez foi provavelmente "uma mistura de voyeurismo e masturbação — para usar a palavra [de Andy] abstrata". A afirmação de Warhol sobre a virgindade parece ser contrariada pelo seu tratamento hospitalar em 1960 por causa de condilomas, uma doença sexualmente transmissível. Também foi desmentido por seus amantes, incluindo a musa de Warhol, BillyBoy, que disse que eles fizeram sexo até o orgasmo: "Quando ele não estava sendo Andy Warhol e quando você estava sozinho com ele, ele era uma pessoa incrivelmente generosa e muito gentil. O que me seduziu foi o Andy Warhol que eu via sozinho. Na verdade, quando eu estava com ele em público, ele meio que me irritava… Eu dizia: "Você é simplesmente desagradável, não suporto você".
Billy Name também negou que Warhol fosse apenas um voyeur, dizendo: "Ele era a essência da sexualidade. Ela permeava tudo. Andy exalava isso, junto com sua grande criatividade artística… Trouxe alegria para todo o mundo da arte em New York Iorque". "Mas sua personalidade era tão vulnerável que se tornou uma defesa manter uma fachada em branco." Os amantes de Warhol incluíam John Giorno Billy Name, Charles Lisanby, e Jon Gould. Gould foi o tema mais fotografado da carreira posterior de Warhol e trabalhou como executivo de cinema americano na Paramount Pictures, onde foi responsável por filmes como Urban Cowboy, de John Travolta. Seu namorado de 12 anos foi Jed Johnson, que conheceu em 1968, e que mais tarde alcançou fama como designer de interiores.
O facto de a homossexualidade de Warhol ter influenciado o seu trabalho e moldado a sua relação com o mundo da arte é um tema importante dos estudos sobre o artista e é uma questão que o próprio Warhol abordou em entrevistas, em conversas com os seus contemporâneos e nas suas publicações. Ao longo de sua carreira, Warhol produziu fotografias eróticas e desenhos de nus masculinos. Muitas de suas obras mais famosas (retratos de Liza Minnelli, Judy Garland e Elizabeth Taylor e filmes como Blow Job, My Hustler e Lonesome Cowboys) baseiam-se na cultura underground gay ou exploram abertamente a complexidade da sexualidade e do desejo. Como foi abordado por vários estudiosos, muitos de seus filmes estrearam em cinemas pornográficos gays, incluindo o New Andy Warhol Garrick Theatre e o 55th Street Playhouse, no final dos anos 1960.
Os primeiros trabalhos que Warhol submeteu a uma galeria de arte, desenhos homoeróticos de nus masculinos, foram rejeitados por serem abertamente gays. Além disso, em Popism, o artista relembra uma conversa com o cineasta Emile de Antonio sobre a dificuldade que Warhol teve em ser aceito socialmente pelos então mais famosos (mas enrustidos) artistas gays Jasper Johns e Robert Rauschenberg. De Antonio explicou que Warhol era "muito arrogante e isso os incomoda". Em resposta a isso, Warhol escreve: "Não havia nada que eu pudesse dizer sobre isso. Era tudo verdade. Então decidi que simplesmente não me importaria, porque essas eram todas as coisas que eu não queria mudar de qualquer maneira, que eu não achava que 'deveria' querer mudar… Outras pessoas poderiam mudar suas atitudes, mas eu não". Ao explorar a biografia de Warhol, muitos se voltam para este período — finais dos anos 1950 e início dos anos 1960 — como um momento chave no desenvolvimento da sua personalidade.
Alguns sugeriram que sua frequente recusa em comentar seu trabalho, em falar sobre si mesmo (limitando-se em entrevistas a respostas como "Hum, não" e "Hum, sim", e muitas vezes permitindo que outros falassem por ele) — e até mesmo a evolução do seu estilo pop — pode ser atribuída aos anos em que Warhol foi rejeitado pela primeira vez pelos círculos internos do mundo da arte de Nova Iorque.

### Religião
Warhol era um católico ruteno praticante. Ele era regularmente voluntário em abrigos para moradores de rua na cidade de Nova York, especialmente durante os períodos mais movimentados do ano, e se descrevia como uma pessoa religiosa. Muitas das obras posteriores de Warhol retrataram temas religiosos, incluindo duas séries, Details of Renaissance Paintings (1984) e The Last Supper (1986). Além disso, um conjunto de obras com temática religiosa foi encontrado postumamente em sua propriedade.
Warhol assistia regularmente à missa, e o padre da igreja de Warhol, São Vicente Ferrer, disse que o artista ia lá quase diariamente, embora não tenha sido observado tomando a comunhão ou confessando-se e sentando-se ou ajoelhando-se nos bancos do fundo. O padre achou que tinha medo de ser reconhecido; Warhol disse que estava constrangido por ter sido visto em uma igreja católica latina fazendo o sinal da cruz "à maneira ortodoxa" (da direita para a esquerda, em vez do contrário).
A arte de Warhol é visivelmente influenciada pela tradição cristã oriental, tão evidente nos seus locais de culto. O irmão de Warhol descreveu o artista como "muito religioso, mas ele não queria que as pessoas soubessem disso porque [era] privado". Apesar da natureza privada de sua fé, no elogio de Warhol, John Richardson descreveu-o como devoto: "Até onde sei, ele foi responsável por pelo menos uma conversão. Ele tinha um orgulho considerável em financiar os estudos de seu sobrinho para o sacerdócio".

### Coleções
Warhol era um colecionador ávido. Seus amigos se referiam às suas inúmeras coleções, que enchiam não apenas sua casa de quatro andares, mas também um depósito próximo, como "Coisas de Andy". A verdadeira extensão de suas coleções só foi descoberta depois de sua morte, quando o Museu Andy Warhol em Pittsburgh recebeu 641 caixas de suas "Coisas".
As coleções de Warhol incluíam uma placa de memorabilia da Coca-Cola e pinturas do século 19, juntamente com cardápios de aviões, faturas não pagas, massa de pizza, romances pornográficos, jornais, selos, folhetos de supermercado e potes de biscoitos, entre outras excentricidades. Também incluiu obras de arte significativas, como Miss Bentham, de George Bellows. Uma de suas principais coleções eram suas perucas. Warhol possuía mais de 40 e se sentia muito protetor com seus postiços, que foram costurados por um fabricante de perucas de Nova York com cabelos importados da Itália. Em 1985, uma garota arrancou a peruca de Warhol da cabeça dele. Mais tarde, foi descoberto no diário de Warhol daquele dia que ele escreveu: “Não sei o que me impediu de empurrá-la da varanda”.
Em 1960, ele comprou o desenho de uma lâmpada de Jasper Johns. Outro item encontrado nas caixas de Warhol no museu de Pittsburgh foi um pé humano mumificado do Antigo Egito. O curador de antropologia do Museu Carnegie de História Natural sentiu que Warhol provavelmente o encontrou em um mercado de pulgas.
Warhol colecionou muitos livros, com mais de 1 200 títulos em seu acervo. Destes, 139 títulos foram identificados publicamente através de um catálogo de leilões da Sotheby's de 1988, The Andy Warhol Collection, e podem ser visualizados online. Sua coleção de livros reflete seu gosto e interesses ecléticos e inclui livros escritos por e sobre alguns de seus conhecidos e amigos. Alguns dos títulos de sua coleção incluem The Two Mrs. Grenvilles: A Novel de Dominick Dunne, Artists in Uniform de Max Eastman, Andrews' Diseases of the Skin: Clinical Dermatology de George Clinton Andrews, DV de Diana Vreeland, Blood of a Poet de Jean Cocteau, Watercolours de Francesco Clemente, Little World, Hello! de Jimmy Savo, Hidden Faces de Salvador Dalí e The Dinah Shore Cookbook.

## Legado
Em 2002, os Correios dos EUA emitiram um selo de 18 centavos em homenagem a Warhol. Projetado por Richard Sheaff de Scottsdale, Arizona, o selo foi inaugurado em uma cerimônia no Museu Andy Warhol e apresenta a pintura "Auto-Retrato, 1964" de Warhol. Em março de 2011, uma estátua cromada de Andy Warhol e sua câmera Polaroid foi revelada na Union Square, em Nova York.
Uma cratera em Mercúrio recebeu o nome de Warhol em 2012.
Em 2013, para homenagear o 85º aniversário de Warhol, o Andy Warhol Museum e a EarthCam lançaram um projeto colaborativo intitulado Figment, uma transmissão ao vivo do túmulo de Warhol.

### Fundação Warhol
O testamento de Warhol ditava que todo o seu patrimônio — com exceção de alguns modestos legados a membros da família — iria para a criação de uma fundação dedicada ao "avanço das artes visuais". Warhol tinha tantos bens que a Sotheby's levou nove dias para leiloar sua propriedade após sua morte; o leilão arrecadou mais de US$ 20 milhões.
Em 1987, de acordo com o testamento de Warhol, foi criada a Fundação Andy Warhol para as Artes Visuais. A fundação funciona como espólio de Andy Warhol, mas também tem a missão de "promover a expressão artística inovadora e o processo criativo" e está "focada principalmente em apoiar trabalhos de natureza desafiadora e muitas vezes experimental".
A Artists Rights Society é o representante dos direitos autorais nos EUA da Fundação Andy Warhol para as Artes Visuais para todas as obras de Warhol, com exceção das fotos de filmes de Warhol. O representante dos direitos autorais dos EUA para fotos de filmes de Warhol é o Warhol Museum em Pittsburgh. Além disso, a Fundação Andy Warhol para as Artes Visuais tem acordos em vigor para o seu arquivo de imagens. Todas as imagens digitais de Warhol são gerenciadas exclusivamente pela Corbis, enquanto todas as imagens de transparência de Warhol são gerenciadas pela Art Resource.
A Fundação Andy Warhol lançou seu Relatório Anual do 20º Aniversário em três volumes em 2007: Vol. Eu, 1987–2007; Vol. II, Bolsas e Exposições; e Vol. III, Programa Legado.
A Fundação está em processo de compilação do seu catálogo raisonné de pinturas e esculturas em volumes que abrangem blocos de anos de carreira do artista. Os volumes IV e V foram lançados em 2019. Os volumes subsequentes ainda estão em processo de compilação.
A Fundação continua sendo uma das maiores organizações que concedem bolsas para as artes visuais nos EUA.
Muitas das obras e pertences de Warhol estão em exibição no Museu Andy Warhol em Pittsburgh. A fundação doou mais de 3 000 obras de arte ao museu.

### Revelationno Brooklyn
De 19 de novembro de 2021 a 19 de junho de 2022, o Museu do Brooklyn exibiu a exposição Andy Warhol: Revelation. Apocalipse examina temas como vida e morte, poder e desejo, o papel e representação das mulheres, imagens renascentistas, tradições e rituais familiares e de imigrantes, representações e duplicações de Cristo, e o corpo católico e o desejo queer. Entre os mais de cem objetos expostos estavam materiais raros e itens recém-descobertos que proporcionam uma visão nova e íntima do processo criativo de Warhol, bem como pinturas importantes de sua épica série Last Supper (1986), o filme experimental The Chelsea Girls (1966), um filme inacabado retratando o pôr do sol encomendado pela família de Menil e financiado pela Igreja Católica Romana, e desenhos criados pela mãe de Warhol, Julia Warhola, quando ela morava com o filho na cidade de Nova York.

## Na cultura pop
Warhol fundou a revista Interview, um palco para celebridades que ele "endossou" e uma empresa dirigida por seus amigos. Ele colaborou com outros em todos os seus livros (alguns dos quais foram escritos com Pat Hackett). Pode-se até dizer que ele produziu pessoas (como no "Superstar" warholiano e no retrato warholiano). Warhol endossou produtos, apareceu em comerciais e fez aparições frequentes de celebridades em programas de televisão e filmes (ele apareceu em tudo, desde Love Boat até Saturday Night Live e no filme de Richard Pryor Dynamite Chicken).
A este respeito, Warhol era um fã de "Art Business" e "Business Art" — ele, de facto, escreveu sobre o seu interesse em pensar a arte como negócio em The Philosophy of Andy Warhol from A to B and Back Again.

### Filmes

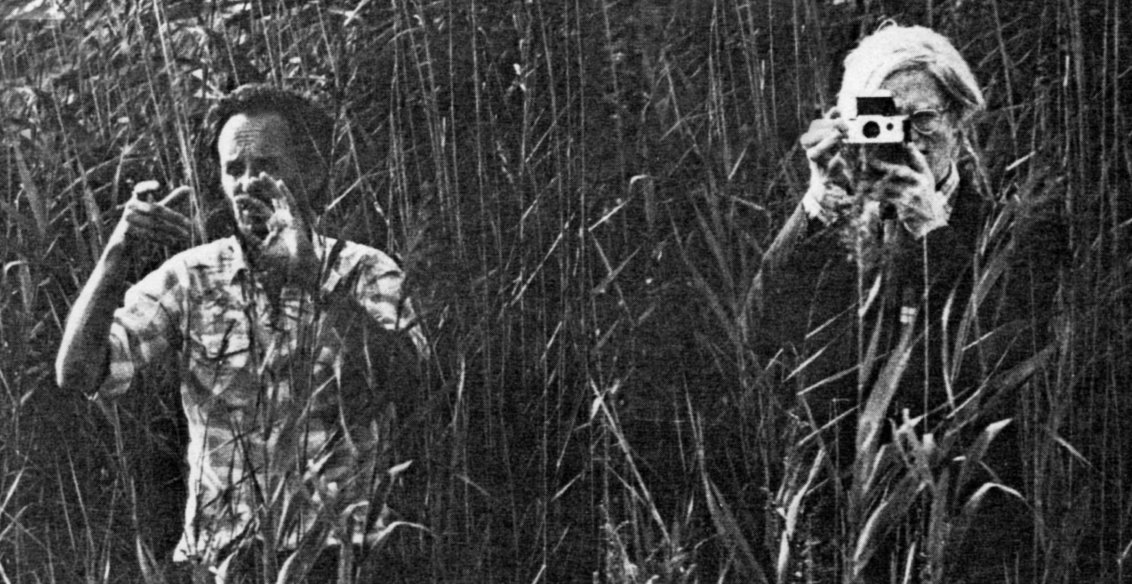
Warhol (à direita) com o diretor Ulli Lommel no set de Cocaine Cowboys (1979), em que Warhol apareceu como ele mesmo

Warhol apareceu como ele mesmo no filme Cocaine Cowboys (1979)  e no filme Tootsie (1982).

Após sua morte, Warhol foi retratado por Crispin Glover no filme de Oliver Stone, The Doors (1991), por Jared Harris no filme de Mary Harron, I Shot Andy Warhol (1996), e por David Bowie no filme de Julian Schnabel, Basquiat (1996). Bowie relembrou como conhecer Warhol na vida real o ajudou no papel e relatou seus primeiros encontros com ele:
Encontrei-me com ele algumas vezes, mas raramente partilhávamos mais do que banalidades. A primeira vez que nós vimos, um silêncio constrangedor caiu até que ele notou meus sapatos amarelos brilhantes e começou a conversar com entusiasmo. Ele queria ser muito superficial. E aparentemente sem emoção, indiferente, como um peixe morto. Lou Reed descreveu-o mais profundamente quando uma vez me disse que deveriam trazer um boneco do Andy para o mercado: um boneco que você enrola e não faz nada. Mas consegui observá-lo bem, e isso foi uma ajuda para o filme [Basquiat…]. Pegamos suas roupas emprestadas no museu de Pittsburgh, e elas estavam intactas, sujas. Mesmo os bolsos não estavam vazios: continham panqueca, branco, mortalmente pálido fond de teint que Andy sempre espalhava no rosto, um cheque rasgado em pedaços, o endereço de alguém, muitos comprimidos homeopáticos e uma peruca. Andy sempre usou aquelas perucas prateadas, mas nunca admitiu que fossem perucas. Um de seus cabeleireiros me contou recentemente que ele cortava suas perucas regularmente, como se fossem cabelos de verdade. Quando a peruca foi aparada, ele colocou outra no mês seguinte, como se seu cabelo tivesse crescido.
Warhol aparece como personagem na ópera Jackie O (1997), de Michael Daugherty. O ator Mark Bringleson faz uma breve participação como Warhol em Austin Powers: International Man of Mystery (1997). Muitos filmes do cineasta de vanguarda Jonas Mekas capturaram momentos da vida de Warhol. Sean Gregory Sullivan retratou Warhol no filme 54 (1998). Guy Pearce interpretou Warhol no filme Factory Girl (2007) sobre a vida de Edie Sedgwick. O ator Greg Travis interpreta Warhol em uma breve cena do filme Watchmen (2009). O comediante Conan O'Brien interpretou Warhol no filme Weird: The Al Yankovic Story (2022).
No filme Highway to Hell, um grupo de Andy Warhols faz parte da Good Intentions Paving Company, onde almas bem-intencionadas são transformadas em pavimento. No filme Men in Black 3 (2012) Andy Warhol acaba sendo realmente o Agente W disfarçado do MIB (interpretado por Bill Hader). Warhol está dando uma festa no The Factory em 1969, onde é procurado pelos Agentes MIB K e J (J do futuro). O Agente W está desesperado para encerrar seu trabalho secreto ("Estou tão sem ideias que estou pintando latas de sopa e bananas, pelo amor de Deus!", "Você tem que fingir minha morte, ok? Não consigo ouvir música de cítara mais." e "Não consigo distinguir as mulheres dos homens.").
Andy Warhol (interpretado por Tom Meeten) é um dos personagens principais do programa de televisão britânico de 2012 Noel Fielding's Luxury Comedy. O personagem é retratado como tendo maneirismos de robô. No longa de 2017, The Billionaire Boys Club, Cary Elwes retrata Warhol em um filme baseado na história real sobre Ron Levin (retratado por Kevin Spacey), um amigo de Warhol que foi assassinado em 1986.  Em setembro de 2016, foi anunciado que Jared Leto interpretaria o personagem-título em Warhol, um próximo filme de drama biográfico americano produzido por Michael De Luca e escrito por Terence Winter, baseado no livro Warhol: The Biography de Victor Bockris.

### Documentários
- Absolut Warhola (2001) foi produzido pelo diretor polonês Stanislaw Mucha, apresentando a família dos pais de Warhol e sua cidade natal na Eslováquia.[270]
- Andy Warhol: A Documentary Film (2006) é um filme reverencial de quatro horas de Ric Burns[271] que ganhou o prêmio Peabody em 2006.[272]
- Andy Warhol: Double Denied (2006) é um filme de 52 minutos de Ian Yentob sobre as dificuldades de autenticação do trabalho de Warhol.[273]
- Andy Warhol's People Factory (2008), um documentário de televisão em três partes dirigido por Catherine Shorr, apresenta entrevistas com vários associados de Warhol.[274][275]
- The Andy Warhol Diaries (2022), uma série documental em seis partes dirigida por Andrew Rossi, foi lançada na Netflix narrando a vida de Warhol do ponto de vista de seus diários.[276]

### Televisão
Warhol apareceu como personagem recorrente na série de TV Vinyl, interpretada por John Cameron Mitchell. Warhol foi retratado por Evan Peters no episódio "Valerie Solanas Died for Your Sins: Scumbag" de American Horror Story: Cult. O episódio retrata a tentativa de assassinato de Warhol por Valerie Solanas (Lena Dunham).
No início de 1969, Andy Warhol foi contratado pela Braniff International para aparecer em dois comerciais de televisão para promover a campanha "When You Got It — Flaunt It" da companhia aérea de luxo. A campanha foi criada pela agência de publicidade Lois Holland Calloway, que foi liderada por George Lois, criador de uma famosa série de capas da revista Esquire. A primeira série comercial envolveu a união de pessoas improváveis que compartilhavam o fato de que ambos voavam pela Braniff Airways. Warhol fez dupla com a lenda do boxe Sonny Liston. O estranho comercial funcionou, assim como os outros que apresentavam companheiros de viagem improváveis, como o pintor Salvador Dalí e a lenda do beisebol Whitey Ford.
Dois comerciais adicionais para a Braniff foram criados, apresentando pessoas famosas entrando em um jato da Braniff e sendo saudadas por uma anfitriã da Braniff enquanto defendiam seu gosto por voar na Braniff. Warhol também apareceu no primeiro desses comerciais, também produzido por Lois e lançado no verão de 1969. Lois afirmou incorretamente que ele foi contratado pela Braniff em 1967 para representação durante aquele ano, mas naquela época a decana de publicidade da Madison Avenue, Mary Wells Lawrence, que era casada com o presidente e presidente da Braniff, Harding Lawrence, estava representando a operadora com sede em Dallas naquela época. tempo. Lois sucedeu à Wells Rich Greene Agency em 1º de dezembro de 1968. Os direitos dos filmes de Warhol para Braniff e seus contratos assinados pertencem a um fundo privado e são administrados pela Braniff Airways Foundation em Dallas, Texas.

### Música
Warhol influenciou fortemente a banda de new wave/punk rock Devo, assim como David Bowie. Bowie gravou uma canção chamada "Andy Warhol" para seu álbum de 1971, Hunky Dory. Lou Reed escreveu a música "Andy's Chest", sobre Valerie Solanas, a mulher que atirou em Warhol, em 1968. Ele gravou com o Velvet Underground, e esta versão foi lançada no álbum VU em 1985. A banda Triumph também escreveu uma música sobre Andy Warhol, "Stranger In A Strange Land", de seu álbum Thunder Seven de 1984.

### Livros
Uma biografia de Andy Warhol escrita pelo crítico de arte Blake Gopnik foi publicada em 2020 sob o título Warhol.

### Quadrinhos
Warhol é apresentado como personagem da série de quadrinhos Miracleman. É mencionado pela primeira vez que ele foi ressuscitado pelo cientista alienígena Mors e posteriormente o convence a produzir cópias de si mesmo em massa. Mais tarde, 18 cópias de Warhol são vistas no submundo sob a estrutura piramidal do Olimpo, onde produzem arte pop relacionada ao novo regime sobre-humano. Um clone de Warhol de número 6 é designado e desenvolve uma amizade com um clone de Emil Gargunza (criador do Miracleman) antes da traição deste último e tentativa de fuga.